# 青木まりこ現象

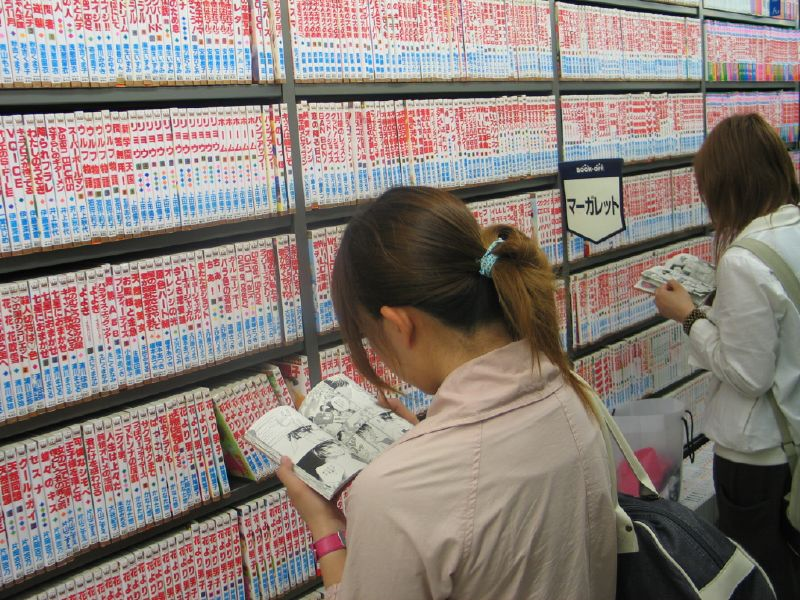
書店で立ち読みをする客

青木まりこ現象（あおきまりこげんしょう）とは、書店に足を運んだ際に突如こみあげる便意である。

## 概要
この呼称は、1985年にこの現象について言及した女性の名に由来する。書店で便意が引き起こされる具体的な原因については、渋谷昌三によると2014年の時点でまだはっきりとしたことはわかっていないという。そもそもこのような奇妙な現象が本当に存在するかどうか懐疑的な意見もあり、一種の都市伝説として語られることもあるが、一方で生理学や心理学の知見をもってこの現象のメカニズムを解明しようと試みる識者もいる。
書店にいることで突然便意が自覚されるという一連の過程は、少なくとも現在の医学的観点からは単一の病態概念から説明できるものではない。いくつかの考察によるとこの現象は、仮にその実在性が十分認められるにしても、（例えば「青木まりこ病」などといった）具体的な疾患単位とはみなされにくい概念であるという。その反面、この現象について言及する上で、既存の診断学や病理学における医学用語を適用する識者（特に臨床医）が少なからずみられるのも事実である。本項でも便宜上このような立場に倣い、表現には既存の医学用語を準用する。

## 歴史

### 「青木まりこ」以前
日本において、書店と便意の関係について、古くは吉行淳之介（「雑踏の中で」1957年）における言及が知られており、豊田穣（「皇帝と少尉候補生」1972年）やねじめ正一（「コトバもまた比喩ではなく汗をかく」1981年）においても類似の記述が確認できるが、具体的にいつ頃から話題になりはじめたかは定かではない。少なくとも1980年代には既にメディアで取り上げられていたとみられる。例えば、雑誌『週刊平凡』（1984年8月31日号、マガジンハウス）にテレビキャスターの須田哲夫の同様の体験談が収録されている。また、ラジオ番組『ヤングパラダイス』（1983〜1990年、ニッポン放送）において、大便や下痢にまつわるエピソードを紹介するコーナーが存在し、書店における便意が「山田よし子症候群」として言及されたことがある。
雑誌『本の雑誌』39号（1984年12月、本の雑誌社）には奈良県生駒市在住の男性による類似の体験談が掲載されている。39号発行当時はこの体験談が特に話題になることこそなかったものの、同誌発行人の目黒考二は「青木まりこ」以前にもこの現象は「潜行していた」のだろうと推測している。

### 『本の雑誌』の特集記事と命名
「青木まりこ現象」という呼称は、日本の雑誌『本の雑誌』（本の雑誌社）の読者欄にて1985年に投稿された体験談を発端とする。同誌40号（1985年2月）に掲載された、「理由は不明だが、2、3年前から書店に行くたびに便意を催すようになった」という趣旨の当時29歳の東京都杉並区在住の女性による投書である。発行人の目黒考二は「編集長の椎名誠がおもしろがって載せた」と当時を振り返っている。この投書自体はごく短いもので編集部のコメントなども特になかったが、同誌が発行されるやいなや、同様の悩みを抱える多くの読者が、編集部に意見を寄せたという。その反響の大きさから、次41号（1985年4月）には「いま書店界を震撼させる現象」とセンセーショナルな表題で特集記事が組まれ、この問題に対して様々な視点から議論がなされた。議論の過程で、書店において突然便意が出現するこの現象は、投書者の名にちなみ「青木まりこ現象」と命名されるに至った。これに関連して、当時話題となっていたニュー・アカデミズムの中心的人物の名をとって「浅田彰現象」と呼ばれる語が使用されていたことを例に挙げ、1980年代半ばには「〜〜現象」という語が流行していたという指摘もある。この特集は14ページにおよぶ長大な記事となったが、結局明確な真相は得られなかった。なお、この名称は同号の表紙も飾っており、日本全国にその名を知らしめることになったという。

### 命名後の反響
特集記事が発行された1985年当時、青木まりこ現象の話題性は大きく、『週刊文春』（文藝春秋社）が、1985年5月2日号に早速取り上げるほどであった。『本の雑誌』発行人の目黒考二によると、自らの便意というデリケートな悩みを曝露したのが一般の若い女性であったことも、反響が大きかったことの一因となったのだ、としている。青木本人は1985年以降も本の雑誌編集部によって複数回取材を受けており、自身の名前が使われていることに関して特に気にしていないとのことである（後述）。その後も種々のメディアが散発的にこの現象を引用し、多くの憶測を生んできた。

### 1990年代 - 検証番組の放送
書店と便意との関係を荒唐無稽な都市伝説ととらえられる向きもある。一方で詳細な考察を加える専門家も現れはじめ、1990年代後半には実在する現象として受け取られるようになったという。これは同時期に放送されたテレビ番組の影響が考えられる。
1995年にはテレビ番組「生活ほっとモーニング」（1995年7月26日放送、NHK総合）にて好意的に紹介された。
1998年のテレビ番組「ウンナンのホントのトコロ」（1998年10月28日放送、TBSテレビ）では、この現象の体験者である南原清隆、城戸真亜子、いとうせいこう、堀部圭亮らによって、専門家をまじえた大がかりな検証が実施された。この放送に対する反響は大きく、その後も複数回にわたってこの現象に関する特集が同番組でとりあげられた（1999年1月20日放送など）。

### 2000年代 - インターネット時代
2000年以降、インターネットの発展とともに、青木まりこ現象はさらによく知られるようになった。2002年の時点で「書店、便意」でインターネットを検索すると、この現象を解説したウェブサイトが数十存在した。2003年に週刊誌『アエラ』（2003年11月17日号、朝日新聞社）がこの現象をまとまった形でとりあげたことも、知名度を上げる一因となった。ある書店関係者によると、この現象の研究のため書店を取材しに訪れる学生もしばしば見かけられるらしい。
2012年にはテレビ番組「THEクイズ神」（2012年6月29日放送、TBSテレビ）で、「本屋に長時間いると便意を催す現象を1985年にこの現象について雑誌に投稿した女性の名前から一般になんという名前か」〔ママ〕という問題が出題され、正解「青木まりこ現象」と答えたのは20人中10人であった。クイズ研究家でデザイナーの西野大史は、「青木まりこ現象」や「ディラン効果」を例に挙げ、学術的にコンセンサスが得られていない用語でも「響きが面白いならクイズの解答として求められる機会が増えた」と考察している。
『本の雑誌』発行人の浜本茂によると、2012年になってもテレビや雑誌から時折問い合わせが来るという。浜本は、この現象が話題になったのは一時的なものではなく、今後も連綿と語り継がれるものであろうと述べている。
もちろん「青木まりこ現象」という用語は、医学や生理学において一般的に通用するものではないが、以上のような実績により、「正式名称」として紹介されることすらある。心理学や社会科学の用語である「ピーターパン症候群」や「空の巣症候群」と同列に紹介されることもある。

## 疫学
青木まりこ現象の既往がある者は、『本の雑誌』41号において書便派（しょべんは）と呼ばれた。書便派に関する疫学研究の報告は2012年現在なされたことはなく、詳細な罹患状況などの統計はいまだ存在しない。
ごく小規模な調査によると、日本全国に書便派は存在することから地域差は認められないが、男女比は1対4ないし1対2と女性に偏りがみられるという。また、いわゆる「体育会系男子」には少ないという説もある。
推定される有病割合は、10から20人に1人という報告がある。少なくとも日本全国に、数百万人は体験者が存在するという概算もある。22歳〜33歳の働く女性を対象にした日本のWebアンケートによると、「本屋にいると便意を感じることがあるか？」と質問に対して「ある」という回答が150件中40件（26.7%）にみられたという。
具体的な好発年齢も明らかではないが、20〜30代が目立ち、成人発症が多いとみられる。一方で小児の症例報告も存在する。
家族歴による発症頻度に差はないとみられ、誰でも体験しうる現象といえる。ただし青木まりこの母は、娘と同様の症状が自分の弟（青木まりこからみた叔父）にもあることから、この現象にはなんらかの遺伝的背景があるのではないかと感じている。また、この現象は人から人へと伝播する傾向があることが知られている。
一般に作家や出版関係者では罹患者が多いことが知られている。その一方で書店の従業員や書店経営者の親族は発症しにくい傾向があるとみられる。しかしながら書店関係者の発症例は皆無ではない。形成外科医の松尾清は「誰にでも起こりうる」と指摘している。

## 臨床像

### 概念
これまでの症例報告から、典型的なもの以外にも多彩な症状があることがわかっている。古典的な臨床像は、青木まりこの投書により規定される、
1. 書店に長時間滞在すること（誘因）によって
2. 突然（発症時期）
3. 便意（もっぱら大便）が出現すること（症状）

である。
一連の現象は、「書店に関連した原因不明の便意」という症状によって表現される。「青木まりこ現象」という名の一つの疾患があるわけではない。精神科医の中沢正夫（1985年）や酒井和夫（2003年）は「明らかな原因は不明だが少なくとも“書店での便意”は病気ではない」と結論づけている。ただし、一次文献たる青木まりこの投書には「（親友が症状を訴えてまもなく私も）同病になってしまいました」との記載があり、おどけた文脈では疾病になぞらえる場合があるのも事実である。実際、本の雑誌編集部も「こういうヤマイのあること」（1985年）、「世の中に蔓延する奇病」（1994年）といった表現を用いた例がある。
また、臨床心理士の笠原敏雄（2010年）は、川喜田愛郎『病気とは何か』（1970年、筑摩書房）にある「病気とは、実は科学的な概念ではなく、患者側と医療者側の合意に基づく、実利上の概念である」という主張を借りて、経験者のほとんどが病院やクリニックを受診しないであろう青木まりこ現象は、病気とはみなさないとしている。
一方で精神科医の墨岡孝（1997年）によると「トイレに行きたくなる」という症状の背景に、過敏性腸症候群や不安神経症などといった疾患が隠れている可能性もあり、必要ならば精神科や心療内科を受診するとよいとしている。

### 誘因
青木まりこは「長時間本屋にいると」あるいは「長時間新しい本の匂いをかいでいると」一連の症状は誘発されるとしている。このとき本の種類は問わず「格調高き文芸書を手にしているとき」でも「マンガを立ち読みしているとき」でも発症しうるらしい。なお「便秘気味のとき」、「寝酒をした翌朝」でこの現象は再現しやすいという。

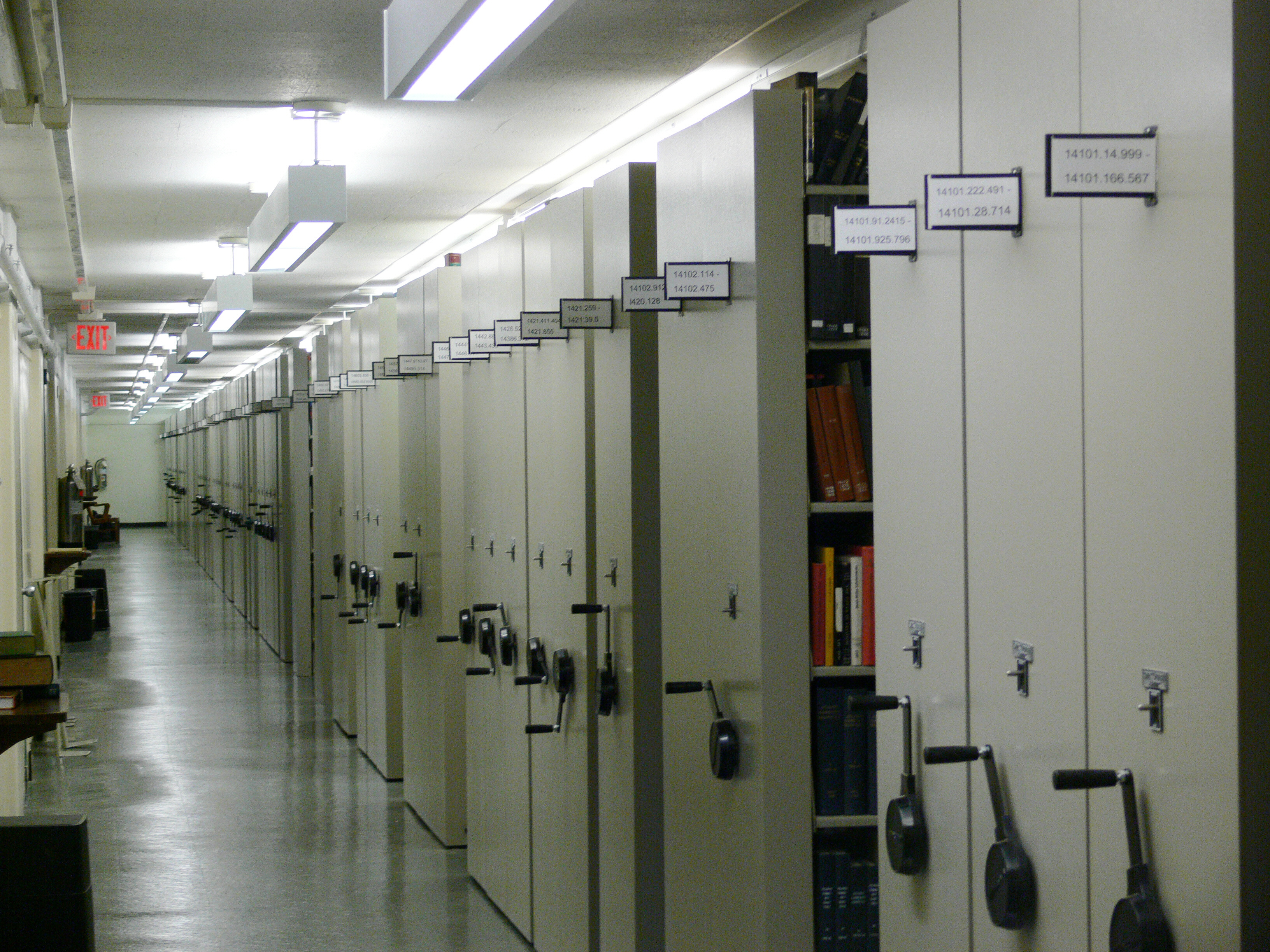
人によっては図書館も要注意である

場所に関して、「大きい書店で特に症状が強い」、「洋書売場で起こりやすい」、「新刊を扱う書店に限らず古書店や図書館でも起こる」、「もっぱら図書館のみで起こる」、「（雑誌編集者が）自社の資料室にいるとき」といった報告がある。便意を感じて書店から外にでると、いつのまにか症状が落ち着いてしまう例もある。さらに、書店・古書店あるいは図書館だけでなく、CD店、レンタルビデオ店、ゲームショップなどでも症例が確認されているという。22歳〜34歳の働く女性を対象にした日本のWebアンケートによると、「突然の便意」に見舞われる状況として、「出勤前の電車で立っているとき」や「打ち合わせの前で緊張したとき」などという回答が得られる一方で、「書店にいるとき」という回答が特にめだったという。
便意が出現する瞬間の状況としては、「本の背表紙をながめている」、「本屋の書棚をのぞいている」、「本屋で立ち読みしている」、「書棚にずらりと並んだ書物の背文字をながめている」、「書店に入り本棚に囲まれたとたん」、「図書館の本を選んでいる」、「新刊本をひと通りチェックした直後」などがある。
「文芸書などのまじめな本を読んでいるときに起きることが多い」という意見もある。小説家の浅田次郎は症状の強さに関して「書店の規模と探す書物の難易度に比例する」としている。
客として本屋に行くたびに便意に襲われていたのが、本屋でアルバイトをはじめた途端、症状が治まったという報告もある。
なお、青木まりこ本人は、その後の取材で一連の現象について以下のように補足している。
- 書店の本棚のまわりをグルグル歩いているうちに突然トイレに行きたくなる。
- 発作は書店に一時間以上滞在したときに起きる。
- 発作は本の種類と全く関係なく起きる。
- 図書館や古書店で発作が起こったことは一度もない。
- 印刷所に勤務したこともあり、紙やインクの匂いをかぐ機会は多かったが症状は起きなかった。

### 発症と症状
この現象の体験者は共通して「突然自覚される耐えがたい便意」を訴える。『本の雑誌』の取材班はこのような便意による所見として、下腹部の切迫感、全身の戦慄、顔面蒼白、冷汗（脂汗）、ガニマタ状歩行を挙げている。他覚的な症状としては、腸蠕動音が挙げられ、「腹がぐるぐる鳴り出す」、「ぎゅるる、ぎゅるりゅるるるー」などと表現される。思想家の内田樹は、これらの臨床像を「探厠問題」と呼んだ。トイレを探し求めて歩く様子は「うつろな視点を泳がせながら」と表現されることもある。
単なる便意だけではなく、胃痛や下痢を訴える例も知られている。さらに便意ではなく尿意が出現したり、頻尿になったりする例もあるという。30名に対して行われたアンケートによると「トイレに行って催した経験のある」18名のうち、「便意のみ」が7名、「尿意のみ」が7名、「便意・尿意の両方」が4名という結果も報告されている。
便意の性状として「直腸につきあげるような感覚」、「おなかがヒクヒクと痛くなる」、「下腹部が充実する感じ」、「全神経を肛門に集中させる」などと説明され、程度としては「次に本屋に行くのが恐くなるほど」、「地獄のような」、「ハルマゲドン級の」などと表現される。なんとか禁制が得られている例であっても「トイレに行きたいような、我慢できるような、もどかしい状態」と表現されることもある。
前駆症状は知られておらず、「いかに体調が良くともそれは起こる」などと言われている。
発作前後の精神状態として「ひたすら情けない思いにさせられる」という卑小感の訴えが聞かれる。また、「今後も繰り返されるのではないか」と予期不安に陥る者も存在する。「心の中で、文学的な感慨にさえ、高まる」と特異な体験を口にする者もいる。
重篤なものになると、「トイレにいきたくなってじっくり本を探せない」、「必要な本は他の人に買ってきてもらう」、「必要な本を買ったらすぐに書店の外に出る」、「（便失禁のおそれから）書店に白いズボンを履いて行けない」、「書店に入る夢を見るだけで、必ずトイレに行きたくなる」と生活の質に影響を及ぼすことさえもある。極端な例ではあるが、「本屋には絶対に近づかないようにしている」会社役員も存在するという。便失禁の脅威に関して思想家の内田樹は、「最悪の場合には社会人として名誉回復の難しい惨状を伴う」と表現している。

## 病態と考察
この現象のメカニズムについて、これまで多くの識者が検討を重ねてきたが、一致した見解はいまだ得られていない。作家の上前淳一郎は「風が吹けば桶屋が儲かる」ような話で一見脈絡がないようにみえると評している。
この問題に関して科学的な検証が試みられることはこれまでほとんどなく、識者の多くが主観的判断に基づく自説を主張し合うことに終始しているのが現状である。

### 一般的な解釈モデル
青木まりこ現象の既往のある者は、これまでの体験から原因として心当たりのあるものを探り出し、その切迫する症状から逃れようとする傾向がある。このような「心当たり」は診断学において患者の解釈モデルと呼び、その病態解明の一助になることがある。
書店という環境に存在する化学・物理的な刺激に原因を求める意見は多い。青木まりこ自身は、「新しい本の匂いによって代謝が亢進する」あるいは「本の背を目で追うことにより排便中枢が刺激される」ことを解釈モデルとして挙げている。雑誌編集者の風元正は、便意が起こる古本屋では暖房を節約していることが多く、腹が冷えるせいだと考えている。これとは対照的に中古本販売チェーンのブックオフのウェブページには、「クーラーが効き過ぎているから」というコラムが掲載されたことがある。その他「紙のアレルギー」、「グラビアのカラーベージ特有のインクの香りが腸を刺激する」、「整然と並ぶ様が脳を刺激する」、「活字を読むと脳神経を刺激し下半身に指令を出す」、「本を手にした感触で排便行為が想起される」、「立ち読みしている際のゆったりとした起立の姿勢で便が下る」、「書店には常に空腹を満たして行くことが自分の習慣になっているから」という解釈モデルもある。
一方で個々人の精神状態など、内因性の要素が原因という考えもある。例えば、ある学生は大きい書店では体調を崩し、狭いトイレ個室に行くと症状は軽快することから、一種の広場恐怖による症状と解釈している。書店での便意に悩む京都市在住の27歳男性会社員は、これとは対照的にSL好きの友人が汽車が近づくたびに突然便意に襲われた経験があると聞いて、好きなものに接したときの「ワクワクとした気分」がこの現象に関係するのかもしれないとしている。書便派で大野城市在住の26歳女性ピアノ教師は、本屋で立ち読みしていた際のリラックス感と緊張感のまじった微妙な心理状態のせいだろうと思い返している。
変わった例では、「目から入った情報によって、便が肛門からトコロテンの要領で押し出されるのだろう」という冗談のような解釈モデルもある。

### 匂い刺激説

#### 化学物質
紙やインクなど、紙を構成する何らかの物質の匂いが刺激となって便意を誘発させるという説は古くから存在していた。エッセイストの石橋真理子によれば、1995年の時点で「主流の説」とされた。インターネットコミュニティにおいても有力な説として根強い。その一方で多くの反論に晒されてきた説でもある。

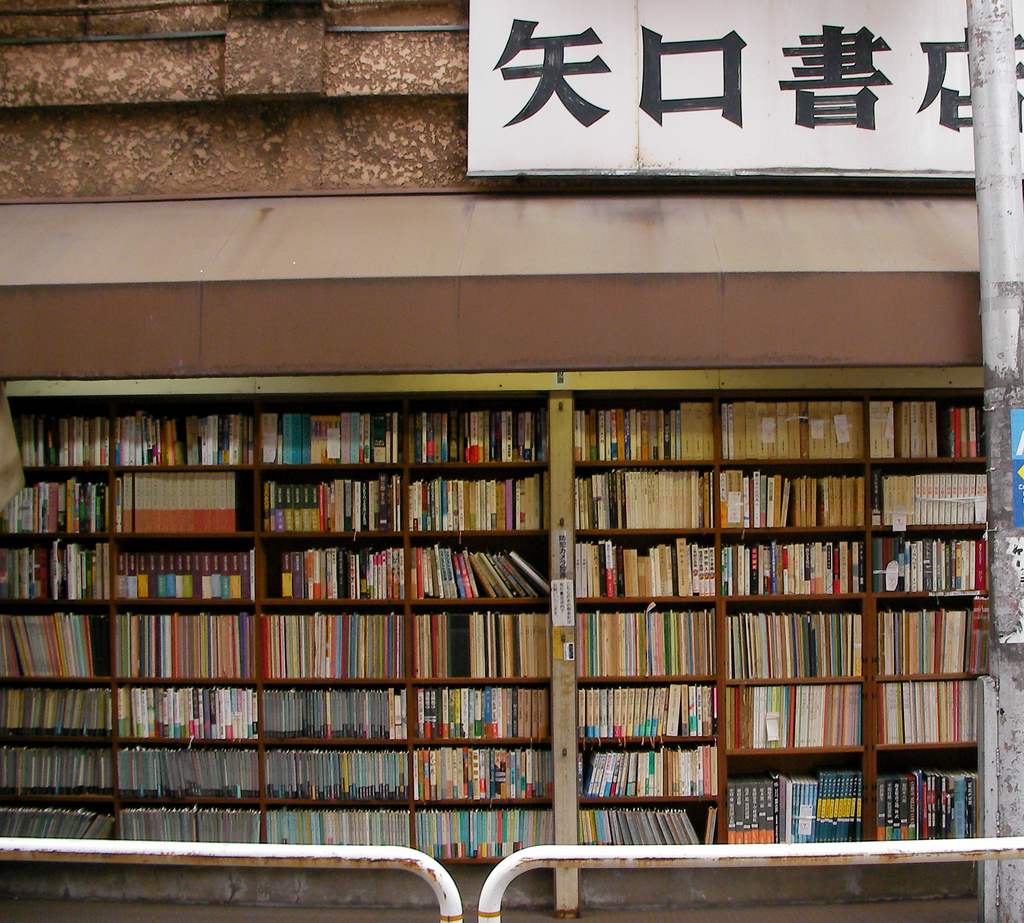
匂い刺激が強いはずの古書店ではむしろ便意が誘発されにくいという矛盾が指摘されている。

『本の雑誌』編集長の椎名誠と同イラストレーターの沢野ひとしは日常的にトイレで雑誌を読んでおり、このときの紙のにおい刺激（あるいは後述の条件反射的メカニズム）が、この現象の誘因になっているのだと推測した。また、紙の匂いとトイレ（もしくはトイレットペーパー？）の匂いとの類似が関係していると考える向きもあった。しかし青木まりこ本人に対するその後の取材で、よりにおい刺激の強い古書店や図書館では症状が全く起きないということがわかり、この推測は否定された。
一連の症状は何らかの化学物質による中毒や過敏症がその本態であるとする立場もある。しかし、典型的な中毒や過敏症で呈する症状の多くはめまいや嘔気であり、症状がもっぱら便意のみに限られる病態というのは考えにくい。仮に化学物質が原因であったとしても、その物質が特定される目途は立っていない。整形外科医・作家の藤田徳人は、書籍に含まれる便通を促す化学物質の存在に否定的であり、仮にそのような物質が存在するのであれば、既に自分が製剤化・商品化して富を得ているだろうと述べた。
1998年から1999年にかけてテレビ番組「ウンナンのホントのトコロ」(TBSテレビ)でインクの匂いが便意を誘発させるかどうか実験がなされ、この説を裏付ける結果は出なかった。
哲学者の土屋賢二は、配達したての新聞紙と購入直後の書籍を用意し、それぞれを自分の顔に覆って10分間深呼吸をするという実験を2006年に試みたことがある。結局は便意は現れず、そのまま眠り込んでしまった。土屋はこの経験から、紙やインクや接着剤など、本を構成する物質が便意の原因となることはまずないであろうとしている。
超常現象研究家の並木伸一郎は、1. 印刷所や書店の労働者の症例がみられないこと、2. レンタルビデオ店のような本の匂いと無関係な場所での症例があること、の2点からこの説は考えにくいとしている。

#### 陰謀論
インターネット上には、製紙業界の陰謀論に原因を探る説もある。これによると、書籍など日常生活で接する製紙製品に、便意を催す作用のある化学物質を大量に混入させ、トイレットペーパーの需要を高めるというものである。

### 条件反射関連の説

#### 排便習慣
『本の雑誌』41号には条件反射による解釈モデルが掲載されている。
漫画家の東海林さだおは、地図帳を見ていると便意を催すことがしばしばあり、それは書店に限らず自宅でも生じるという。地図を見るのは外出前が多く、外出前には用便する習慣があるため、自分の中でそのような条件付けができたと経緯を述べている。
イラストレーターの福井若恵は、ある新書の特定のページに掲載されているコーラの写真をみるたびに突然の便意が自覚されるという。この書籍で言及されているチクロ騒動が、コーラの写真で強く意識されるため、腹部症状がみられるようになったと説明している。
これらは特定の刺激により誘発される便意であり、確かに条件反射による解釈も可能ではある。しかし上記2名は典型的な書便派の臨床像を呈しておらず、書店に滞在するだけで誘発される「純粋な」青木まりこ現象を説明する材料とはなりがたい。
単に「いつも家のトイレで本を読むから」という解釈もある。精神科医の三島和夫は、書便派とはトイレで読書をするうちに「読書 ⇒ 排便」というパブロフ型の条件付けを獲得した者のことを言うのだろうと解釈している。中には「何か読まないと便が出ない」という者もおり、排便と読書が完全にリンクして「下痢のときはすぐに読破できるが、便秘のときはいっこうに読む進まない」という者も存在する。ただ、すべての書便派がトイレ内で読書する習慣があるわけでないので、一元的な説明にはならないという反論もある。
なお三島は、トイレで習慣的に読書を長時間するうちに青木まりこ現象の効果が減弱し、トイレでは便が出ないままに読書を続けるという自身の体験に触れ、読書の催便作用には耐性形成の可能性があると指摘している。三島自身、読書をしようとトイレに入ると便意がおさまってしまうという逆説的な条件反射を獲得してしまったという。

#### 過敏反応

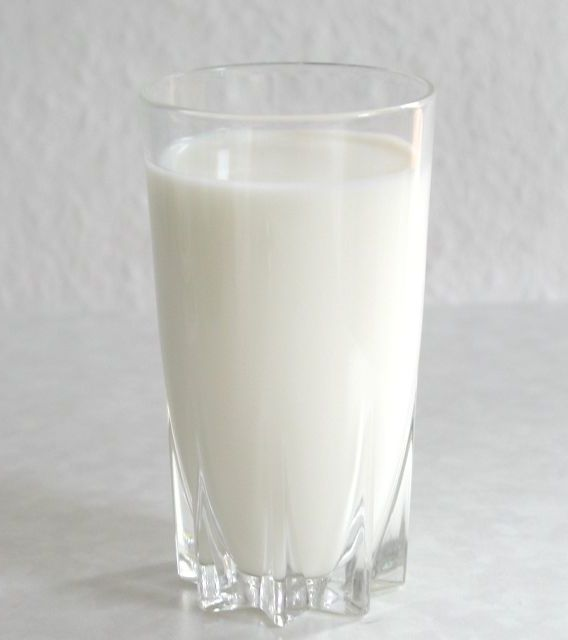
「過敏反応」を誘発する冷たい牛乳の写真

精神科医の中沢正夫は1985年の『本の雑誌』編集部の取材に対し、一連の症状について自律神経の「過敏反応」という語を用いて説明を試みている。ストレスに対する過敏反応では交感神経優位になるため、通常は便秘気味となる。しかし特殊な状況下、例えば「冷たい牛乳を見せられた」ときなど、ある種の条件反射的な機序により腹が緩くなるという可能性は十分考えられるという。青木まりこ現象についても同様の機序が関与しうることを示唆したが、詳しいことに関しては「もっとよく調べてみなければいけない」と明確な回答を控えた。
整形外科医・作家の藤田徳人は、青木まりこ現象に関連して、腸管に対する神経系の機能は、交感神経／副交感神経の二元論で説明できるほど単純ではないとしている。

#### 幼児体験によるトラウマ
1998年から1999年にかけてテレビ番組「ウンナンのホントのトコロ」で行われた討論によると、条件反射的に便意が生じるのは、幼児期体験によるトラウマが関係するかもしれないという説が提示された。公衆の面前で便失禁してしまい、恥をかいてしまったという幼児期の記憶がフラッシュバックするというものである。ただしこの説を紹介した心理学者は「苦しい説明である」としている。

#### 思い込み
青木まりこは当初「書店における便意」について懐疑的であったが、親友から話を聞いてまもなく症状が出現したとされる。このようにこの現象は人から人へと伝播する傾向があることが当初より知られていた。実際、この現象について取材した『本の雑誌』編集部メンバー5人は全員が非書便派であったにもかかわらず、取材を終える頃にはそのうち3人が、書便派となっていた。
妄想などのある種の精神疾患は、ある種の「思い込み」により母娘や恋人同士など親密な者の間で伝播することがある。消化器外科医の井戸政佳は著書『なぜ本屋にいるともよおすのか』（2012年、有峰書店）の中で、青木まりこ現象について以下のように触れている。これによると「過去に便意をもよおした経験と期待」、「他の多くの人も経験したという裏づけ」、「他の人のように出るという思い込み」が条件反射的に心身に影響を及ぼしうるとのことである（プラセボ効果）。井戸はこれだけで一連の現象のすべてを説明できるわけではないと認めつつも、少なくとも書店と便意の関連について一躍は担っているのだろうとしている。
一方でこの説に対して否定的な報告もある。インターネットニュースの記者が、書店に便秘解消効果があることを検証するために、4名の便秘女性を「本が読めるおしゃれカフェ」で飲食させる実験を行った。このとき思い込みによる作用を防ぐため、被験者には実験内容を知らせなかった（単盲検法）。結果的に、重度の便秘症をもつ1名を除いて、3名の被験者が間もなく便通が得られたという。

### 精神状態の変調による説

#### 緊張感や焦燥感
青木まりこ現象は、文筆家や出版関係者に多くみられるという報告がある。
詩人・小説家のねじめ正一は、1981年の自身のエッセイの中で、「自分は書店で便意を催す人間である」と告白している。ねじめは、これを「ジャンルの境界の狭間に身を置きたがる人間」（例えば詩人であるにもかかわらず作品の文学臭から逃れようとする態度）のメタファーとして、そのような人間こそが「無意識のダイナミズムの汗」（読者の心を動かす力）を持つのであろうと述べている。
エッセイストの石橋真理子は、視界に飛び込む「情報の洪水」のせいで緊張して、便意が誘発されると1995年の自身のエッセイで述べている。
作家の日垣隆は、仕事柄書店で本を大量に買い込み悦に入ることを日課としているが、「書店に長居するのは便意を催してしまうゆえ私は好まない」と述べたことがある。
1997年の読売新聞が二人の小説家に取材したところ、小池真理子は「知が集められた神聖な場所にいるときに引き起こされる緊張感が腸の蠕動運動を促す」という説を提示し、浅田次郎は「活字に対する精神的プレッシャーが原因」との考えを示した。
小説家・作詞家のいとうせいこうは、「買うものを決めなくてはいけない」という焦燥感が便意を催すという仮説を、1998年のテレビ番組「ウンナンのホントのトコロ」（1998年10月28日放送、TBSテレビ]）で提示した。
思想家の内田樹は、論文の内容についての構想が長期におよんだ後、ふいにアイデアが浮かんだ「アカデミック・ハイ」の状態になった瞬間便意に襲われるという。
占星術師のルネ・ヴァン・ダール・ワタナベは、書店は知的欲求や好奇心の象徴であり、これに対する一種の緊張感が一連の症状を招くと解釈している。
整形外科医・作家の藤田徳人は、ハムスターなどの小動物が恐怖や緊張を感じたときに糞をする現象に触れ、本屋における「ドキドキ・わくわくとした感情」が便通をうながす現象との類似点を説明している。

#### 心身症
「便意による耐えがたい腹痛や不快感」を訴える患者が医療機関を受診した際、精査で器質的疾患が否定できれば、心身症として精神科や心療内科で治療を受けることになる。
精神科医の墨岡孝は、「書店における便意」を訴える患者の診察から「活字に囲まれ、目指す本を探さなければというプレッシャー」など心身に影響を及ぼしうる因子を分析し、心身症の一種である過敏性腸症候群に類するものとして対応しているという。墨岡によると、患者に若年者や女性が多くみられるのは、羞恥心を抱きやすいからという。羞恥心は精神的な緊張を強め、症状を悪化させる一助となるからである。
ローマ委員会による診断基準（Rome III）を以下に示す。ローマ委員会は、過敏性腸症候群をはじめとした機能性胃腸症について、国際的な診療方針を作成する団体である。
診断基準中の便形状はブリストル便形状スケールを用いて分類する。このスケールは、1990年に英国の王立ブリストル病院（英語: Bristol Royal Infirmary）の医師らによって発表された。

#### ソマティックマーカー仮説
評論家の高橋恭一は、墨岡が上記のように過敏性腸症候群に言及したことをヒントに、青木まりこ現象を解釈する上で、「腸脳相関」や「ソマティック・マーカー仮説」を紹介している。神経消化器病学で言うところの腸脳相関の要点は「消化管由来の信号が脳機能を左右する」という点にあり、このことが過敏性腸症候群の一因となっていることが知られている。ソマティック・マーカー仮説は、米国の神経科医のアントニオ・ダマシオが提唱した「身体化された情動が意思決定に影響を与える」という仮説である。情報化が進んだ現代社会において、多すぎる情報はかえって害になる。ソマティク・マーカー仮説によれば突然の便意すらをも合目的的な反応と解釈することができ、青木まりこ現象とは、過剰な情報から身体が無意識に逃避しようとしている状態であると高橋は述べている。

#### 不安障害
書店を来店した上で「トイレがない状況で、もしトイレに行きたくなったらどうしよう」という精神的プレッシャーが、かえって排便に対しての意識を強くさせるという説も有名である。このようなプレッシャーは、精神医学において「予期不安」と称され、パニック障害をはじめとする不安障害に特徴的な症状である。精神科医の墨岡孝も「便意に対する不安」を訴える患者を、不安障害の一種である不安神経症と診断することがあるという。精神科医のゆうきゆうも書店に設置されたトイレが少ないことに対する「強迫観念的な要素」も「可能性としてあり得る」としている。強迫観念は不安障害の亜型である。
一方で臨床心理士の笠原敏雄は、仮にこの現象に悩む者が予期不安を抱いているにもかかわらず、書店に足を運んでいるとすれば、その強い不安感より「書店に入りたいという気持ち」のほうがいっそう大きいであろうと推測した。笠原によれば、心因性の原因として、不安感よりむしろ「不安感に打ち勝つ何か」がこの現象の誘因として考えやすいという。

#### リラックス効果
反対に書店がもつリラックス効果が便通を促すという意見もある。現代社会のストレスフルな生活の中で、排便習慣がみだれ、便秘を呈する者は少なくない。精神科医の酒井和夫は、週刊誌『アエラ』（2003年11月17日号、朝日新聞社）の中で、「本当の答えはわからない」と前置きした上で、「書店という非日常的な空間で好きな本を探す行為が心身をリラックスさせ、便意をもよおすのでは」と述べている。
これに対し、臨床心理士の笠原敏雄は、強烈なリラックス効果をもたらす自律訓練法や瞑想においては、かえって緊張が強まったり、眠ってしまったりすることはあっても、便意は引き起こすことはないという主張の下、「リラックス効果による便通促進」は全くナンセンスな説であると自著の中で徹底的に批判している。
一方、精神科医のゆうきゆうは、「本を読むと眠たくなる」という経験的事実は、書店が有するリラックス効果の証左とした。ゆうきによると、嗅覚や運動といった外部からの刺激と心理的な要素がリラックス効果をもたらし、自律神経が副交感神経優位になることで、腸の蠕動や膀胱の収縮が促進されるという説は、有力であるとした。
社会心理学者の渋谷昌三は、書店を「お互いの無関心が自然に演出されている」場所と表現し、他者に干渉されることなく本に集中することにより、リラックスしてトイレに行きたくなるという心理がはたらくのだろうと推測している。

### 姿勢説と視線説

#### 立ち読みの姿勢
便意の誘因として、本を手に取り立ち読みをするときの姿勢や視線が着目されることも多い。直立した姿勢、あるいは少しうつむいた姿勢で、視線を1点に集中させることにより、便意が生じるという解釈モデルに基づくものである。また、荷物を持ったまま立ち読みすれば、腹筋に力が入り便意が促進されるという。
書店チェーンジュンク堂の元専務の岡充孝は、来客の長年の観察から、「ほどよい緊張と、ゆっくり歩き、立ち止まるということの繰り返し」がこの現象の原因となっているのではないかと推測している。

#### 腸の彎曲
腸の問題についてメールマガジンを発行している大阪の診療放射線技師は、立ち読みではなく平積みの本を手に取る際の前屈みになる動作に注目している。消化管の終端に位置する直腸は、立位においては後方に彎曲している。この直腸が前屈みになることで、彎曲がなくなり便が肛門までおりてくるというものである。

#### 本棚による圧迫感

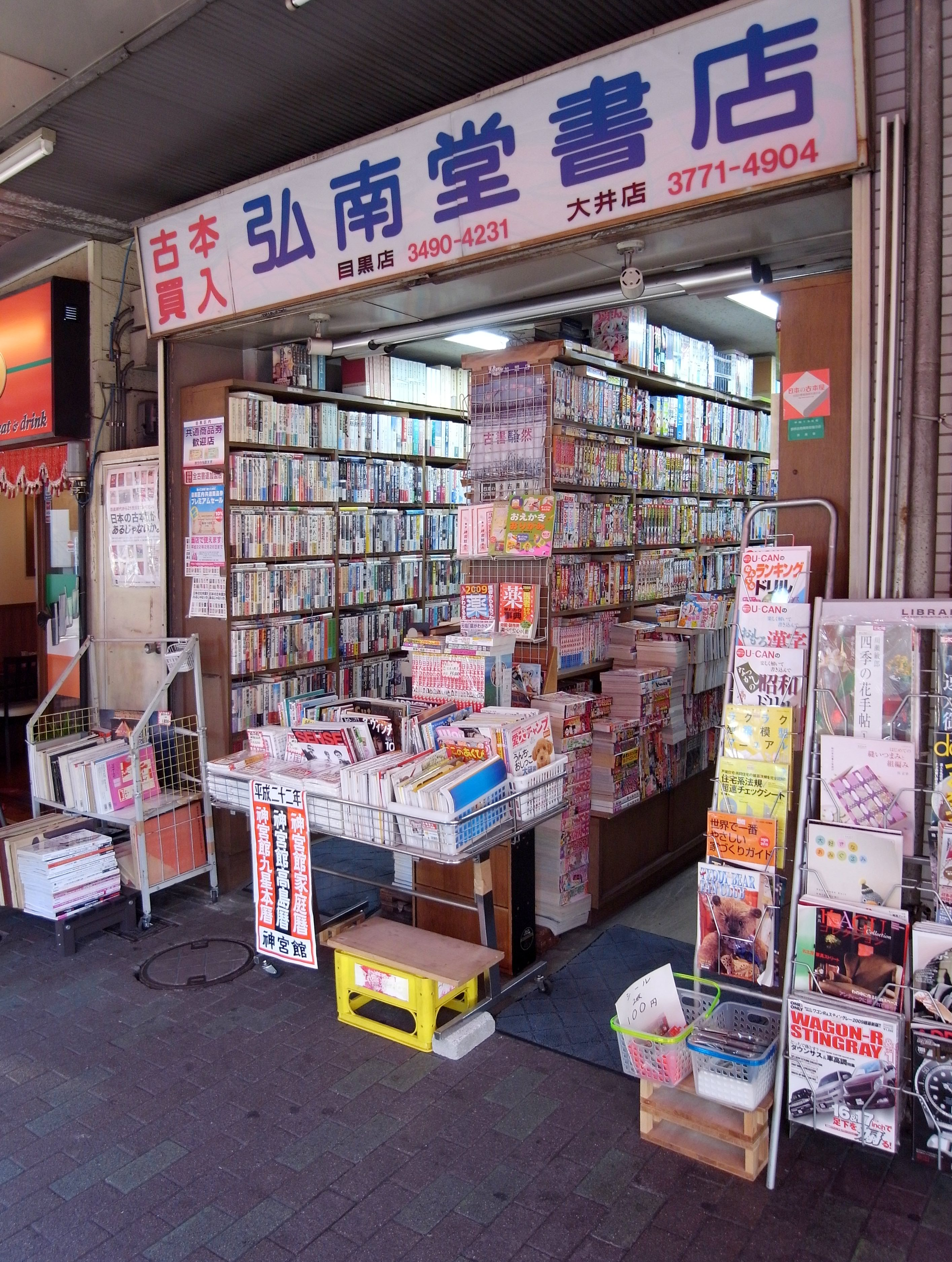
通路が狭い書店は危険かもしれない。

1998年から1999年にかけてテレビ番組『ウンナンのホントのトコロ』で行われた議論では、長時間の直立姿勢とともに、書店で意識される「本棚による圧迫感」も便意をもよおす原因になっているという説が提唱された。通路が狭い上に混雑した書店の中で立ち読みしていると体の動きが制限され、便意が誘発されるという趣旨である。番組内で実験もなされたが、結局はっきりとしたことはわからなかった。

#### 視線と自律神経
書店で立ち読みする際の視線と自律神経との関係に着目した識者に、形成外科医の松尾清が挙げられる。この説は、雑誌『文藝春秋』（1998年12月17日号、文藝春秋社）に掲載されている。
眼瞼（まぶた）の専門家として、眼瞼下垂症の手術を多く手がけてきた松尾は、眼瞼下垂症の患者に頭痛や肩こりの症状を訴える者が多い点に注目し、「眼瞼性頭痛」という概念を提唱している。開眼時に収縮する筋肉（特にミューラー筋）は交感神経によって調節されているため、常に目を見開こうと努力している眼瞼下垂症の患者は交感神経が過緊張状態になりやすく、それが頭痛などの愁訴となって影響が現れるという趣旨である。
逆に開眼筋が弛緩し続ける状況下においては交感神経の作用は減弱し、副交感神経優位になることも考えられる。松尾は瞑想を例に挙げ、まぶたを緩めることによりリラックス効果が得られるとしている。消化管の蠕動運動に対して交感神経は抑制的に作用し、副交感神経は促進的に作用することが知られている。書店で立ち読みする際は伏し目がちになるため、以上のような機序がはたらけば、便通が促される一因となる可能性もあると松尾は認めている。松尾によると、30分以上同様の姿勢を続けると、図書館、レンタルビデオ店、スーパーマーケットでもこの症状は再現可能であるとしている。
この説は比較的有力とされる。一方で「まぶたを緩めても便意が現れなかった」というデータも存在し、この説だけですべてを説明するのは現実的ではないという見方もある。

#### 注視探索作業

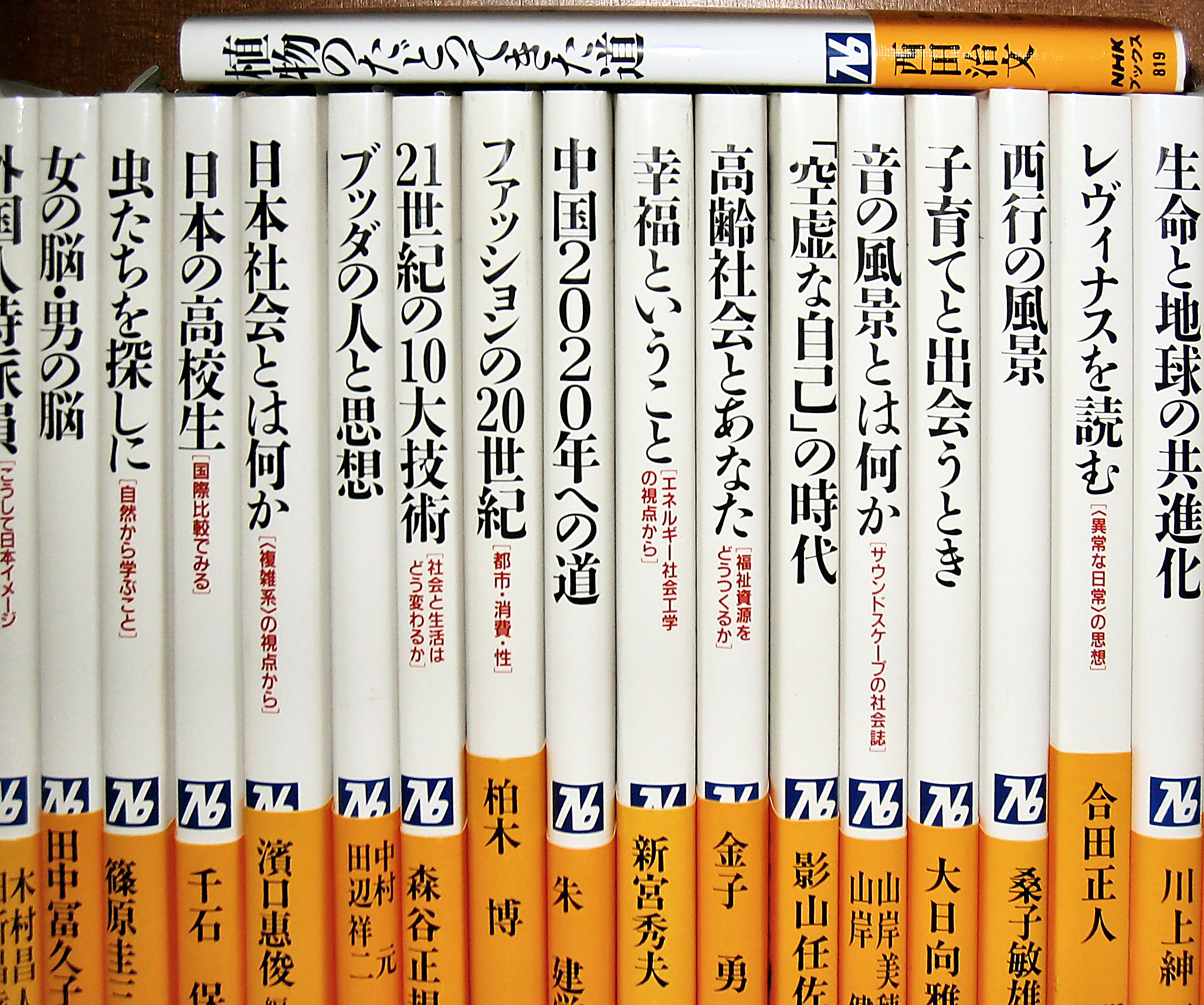
一説によると垂直方向の眼球運動は便意を誘発するらしい。

本の背表紙の文字を、眼で追いかけると、その視線は縦方向に動くことになる。このような動きによって便意を催すようになるという解釈モデルは有名である。体験者によると「探しものをするときの視線の角度」が重要であるという。本屋の中を歩きながら活字をみることで、めまいを起こし、体調に変化を来すという考え方もある。
消化器外科医の井戸政佳は著書『なぜ本屋にいるともよおすのか』（2012年、有峰書店）の中で、医学的な根拠はないとしながらも、経験上「整然並んでいるものの中から、目を動かして目的のものを探す」作業は便意を誘発することがあると述べている。

### 「幸福否定」による説

#### 笠原の着想
臨床心理士の笠原敏雄は「幸福否定」という独自の概念を用いてこの現象を合理的に解釈すべく精力的に取り組んでいる人物として知られている。「幸福否定」とは「自分にとって利益になることを意識すると、それに対する無意識の『抵抗』が体の症状となって現れる」という仮定に基づく概念である。一般にこの概念を目に見える形で観察することは困難であるが、例えばスポーツ選手や芸術家などに見られる、いわゆる「スランプ」が、近接した概念として挙げられるという。
まず、笠原は青木まりこの最初の投稿を精読し、「突然の便意」が症状として出現する状況には以下の2つがある分析した。
1. 書店に長時間いるという状況
2. 本（とりわけ自分が関心を持つ本）を手に取って読む状況

笠原によると、過去の議論はもっぱら1.の視点に限られていたが、これだけでは「書店がもつ何らかの効果（ストレス刺激など）」という従来のパラダイムから脱却できないとし、これまで等閑視されてきた2.の視点を再認識する必要があるとしている。注目すべきは、「関心を持つ本」という点である。青木は最初の投稿で「格調高き文芸書を手にしているとき」でも「マンガを立ち読みしているとき」でも発症しうると書き、その後の取材でも「特定の本というのではない」と答えている。このため「どんな本を読んでいても」と誤解されやすいが、これが関心のある本なのか否かについては触れられていない。
また、笠原は「書店に足を踏み入れた瞬間に便意が出現する」症例や「書店から離れた瞬間に便意が消失」する症例があることに着目し、便意が「突然である」という点に注目している。本を無意識のうちに「これだ」と見定めた瞬間に症状は起こるため、1.の視点の「長時間いる」ことは本質ではなく、単に（無意識的に）「関心あるものを求める」という行為が重要な意味をもつと考えたのである。実際、笠原はさまざまな症例データを収集し、青木まりこ現象に類似した現象は、CD店やレンタルビデオ店など、書店以外の場所でも認められるとしている。また、意識の上で書籍ごとの「好き嫌い」を区別するのは難しいものの、意識にのぼらない本当の意味での「関心のない」書籍を見ているときには症状が起きにくいことを独自の思考実験により確認しているという。

#### 笹原が想定した原因
笠原はこれまでの症例を精査して、書店にまつわる一連の異常症状に、頭痛、呼吸苦、脱力感、灼熱感などの自覚症状、および蕁麻疹、鼻汁などの他覚的症状など、便意以外の症状として起こりうるものをいくつか挙げている。笠原はこれらをある種の心理的負担に対する「反応」と一括し、書店における「反応」を広義の青木まりこ現象と称した。
これらの「反応」は好ましくないものであり、心理的負担に原因を求めるのであれば、ストレス刺激をはじめとする「悪い心理的負担」を想定するであろう。しかしストレス（のみ）が悪影響を及ぼすというのは、現在の科学においてそれが合理的に証明されているわけではなく、物事の結果に対して説明を与えた気になっているに過ぎないと笠原は考えている。笠原はストレスを和らげる心理療法を受けたのにもかかわらず、症状が改善されない患者の存在もまた、すべてストレスに原因を求める考え方に説得力がない証左であるとしている。
以上の議論より笠原は、一連の「反応」が「自分が望んでいる行動を不快にする形で、あるいはそれを妨げる形」で出現しているという仮定の下、原因を「幸福否定」という逆説的なものに帰着させた。なお「幸福否定」については、笠原の著書『幸福否定の構造』（2004年、春秋社）に詳しく解説されている。

#### 笠原説の反証可能性
笠原は自説が高い論理性に基づいて構築されていることを示すために、自説の反証可能性についても触れている。ジークムント・フロイトの精神分析に代表される、古典的な心理学においてはその反証可能性の低さが問題とされることがあるが、笠原は「感情の演技」という思考実験において自説は反証可能であるとした。例えば「読みたい本が見つかってうれしい」という感情をイメージしようと試みるとする。はじめは雑念による介入がノイズとなるが、イメージに心身が慣れてノイズが軽減するにつれて、心理的負担に対する「反応」を観察されるようになるという。心理的負担とその反応については古典的には催眠に近い概念として説明され「解除反応」と称されてきた。笠原は「幸福否定」の「反応」についても、以上のような方法で合理性を補強しうるとした。

#### 笠原説の動静
笠原がこの問題に取り組むようになったきっかけは、2003年の週刊誌『アエラ』（2003年11月17日号、朝日新聞社）の特集記事でこの現象の存在を知ったことであるという。笠原はこの現象が示唆するものをとらえ、それが人間の心の本質を突き止める上で有力なヒントになると考えた。笠原は2004年に早速自身のホームページ上に「日常生活の中で見られる抵抗や反応」という連載を立ち上げ、青木まりこ現象の真相と、それが意味する事実をインターネット上に配信した。公表後間もなく、フリーペーパーの『R25』（2004年10月21日号、リクルート）をはじめとした様々なメディアが笠原の説を取り上げたという。この現象に関する連載は2007年にはおおむね完成し、2010年に『本心と抵抗 自発性の精神病理』（すぴか書房）として上梓された。
笠原説は「論理が飛躍しているようにみえる」と批判されることもある。笠原自身、この説が違和感や抵抗感を抱かれやすいという点を認めている。

### 形而上の説

#### 自己の内面の自覚
文学者の月村辰雄は、読書と排便との共通点について以下のように考察している。読書中の人間は、外界の刺激から自身を隔離し、自分を通して智という宇宙を瞑想している。排便は、人間の内と外がつながれる実存的な行為である。いずれも自己の内面が自覚されるという点において共通しており、書店で便意がわいてくるというのも十分納得できる話であるとしている。

#### 精神奔逸の防止
思想家の内田樹は、「座禅における呼吸」と「書店における便意」の類似性を指摘している。経験の浅い修行者は座禅に没頭するあまり現実から離脱し、観念の世界に浮遊しそうになることがある。しかしどんなに黙想にふけっても自分自身が呼吸をしているという「現実感覚」からは逃れることはできない。呼吸が止まると耐えがたい苦しみが生じ（オンディーヌの呪い）、その感覚が観念の世界から元の俗世へと帰還させる糸口になる。これと同様に、書店に長くいると、書籍に魅了されるがあまり、精神が奔逸させられかねない。これを防ぐ何らかのシグナルが、便意という苦痛として現れるのではないかと内田は述べている。

#### オートポイエーシス
哲学者の河本英夫は、精神科医の新宮一成との対談の中で、この現象について触れている。まず、新宮が特殊な体験がなされる場では、ラカンの対象a（いわゆる「まなざし」と「糞」）が揺れ動いており、クラインの悪い対象（ここでは「糞」）がヤスパースの実体的意識性（自分の背後に何かがいるという感覚）として投射されると指摘した。新宮の指摘について河本は、書店が放つ「光」（対象aにおける「まなざし」）が、オートポイエーシスにおける閉包領域に別の存在（対象aにおける「糞」）を蓄積させることによって、身体が「純粋作動」（純粋性を取り戻そうとする機能）しているのだろうと解釈した。

#### 本の霊力
哲学者の土屋賢二は、本に宿る霊力が原因であるという説を唱えている。これによると、本というものは単なる物質的存在ではなく、著者や出版社の情熱が注がれることにより強い霊力を放つ存在となるらしい。書店に来て本を購入するのを躊躇した際に、この霊力が作用して便意として発現するのだという。土屋はこの説であれば古書店や図書館では症状が出現しないという点もうまく説明できるとしている。これに対し、評論家の小谷野敦は土屋のこの説を「くだらないジョーク、おもしろくない」と評している。
なお、小説家の浅田次郎は、書店での便意に関して「言霊のなせる業」という表現を（それ自体に対しては懐疑的であるのものの）用いたことがある。

### 消極的な説

#### 交絡因子
青木まりこ現象の背景には交絡因子が潜んでいるという見方もある。ここで、書店に足を運ぶという行為を「甲」とし、便意が誘発されるという結果を「乙」する。仮に便意を引き起こす潜在的因子「丙」が、「甲」と正の相関がある場合、あたかも「甲」が「乙」の原因となっているかのように観測されるというものである。
評論家の大川渉は、便意を催す原因として、書店に足を運ぶという行為そのものではなく、書店に行くタイミングを挙げている。散歩に出かけ、たまたま見かけた書店に立ち寄った場合を想起すると、外出前に食事をとっていたり、書店に入る前に喫茶店で一服していたりするケースは少なくないであろう。軽い飲食を散歩というゆるやかな運動中に行うことにより、便通が促されるということがあっても、それほど不自然ではない。このような一連の生理現象が、書店に行くタイミングと重なることが多いとき、あたかも「書店に行く」という行為が「便意をもよおす」という結果を招いているように感じられるのである。実際大川は、自身が書店で突然もよおしたのは、例外なく散歩中であり、しかも軽い食事を済ませた後であったと振り返っている。

#### マーフィーの法則
書店における便意をマーフィーの法則に求める識者も存在する。偶然書店で便意をもよおすエピソードが何度か繰り返されるうちに、便意の原因が書店にあると思い込んでしまうという論旨である。仮に青木まりこ現象の本質がマーフィーの法則であるとすれば、書店で便意が起こる可能性は、書店以外の場所における可能性と有意差は存在せず、書店と便意との間に何ら因果関係は認められないということになる。
書店における便意にかつて悩んでいた小説家の阿部和重も、その後この立場をとるようになったことを、1999年に表明した。阿部は、たまたま書店でトイレに行きたくなるとそれが悪い印象として強く記憶に残ってしまうが、そもそも便意というものは時と場所を選ばずして突然自覚されるものであるとしている。

## 対策
青木まりこ現象は原因がはっきりとしないため、個々人が状況に応じて対策を講じているのが現状である。

### 事前の準備
まず考えるべきは、あらかじめ利用可能なトイレを用意しておくことである。例えば、フリーライターの高橋良平は書便派のため、事前に近隣のトイレの位置と混雑状況を確認してから書店に入っているという。同様に小説家の浅田次郎も店内の混雑状況を確認してから入店しているという。このようなニーズに応じる形で、雑誌『散歩の達人』（2005年10月号、交通新聞社）に「青木まりこ現象お助け帖」と称する神保町で利用可能なトイレの清潔度や混雑状況を評価し、独自のトイレマップが掲載したことがある。
エッセイストの群ようこは、本を探すのに長い時間をかけることが多いため、書店に行く際は用便を済ませることを習慣づけている。このため青木まりこ現象の経験は一度もないという。形成外科医の松尾清も便を出した後に書店に行くことを推奨している。これが実践できれば今まで悩んでいた書便派のクオリティ・オブ・ライフ（生活の質）も改善が見込まれる。ただし便意が自覚されるのはあまりに突然のため、準備する余裕はないという書便派の意見もある。さらに、朝に排便したにもかかわらず、この現象に襲われてしまうという症例も報告されている。
腸の蠕動運動は午前中に亢進するため、書店に行くのは午後にするというのも有効な手段とされる。

### 入店後

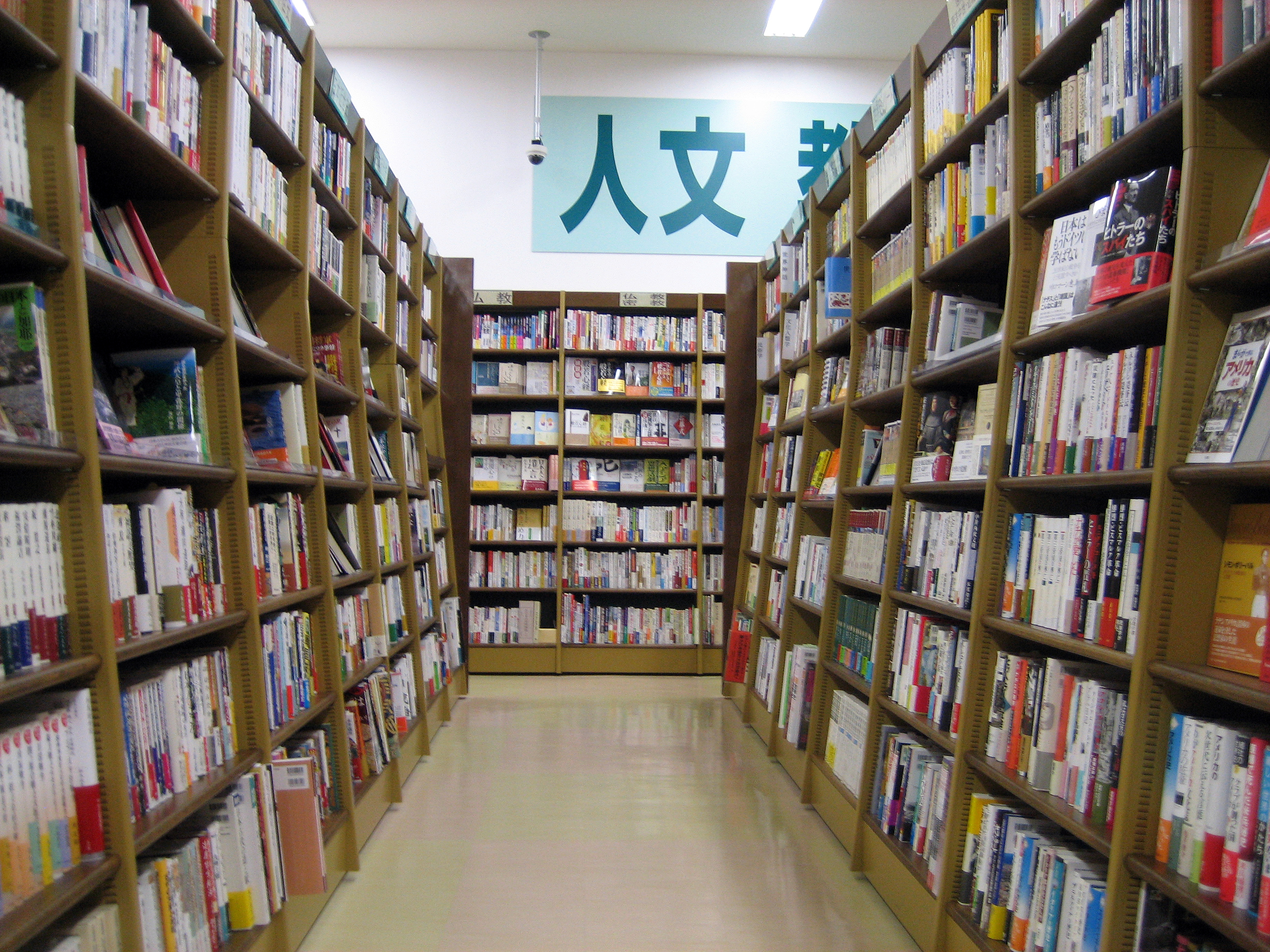
緊急時に備えて避難経路は確認しておくべきだろう。

入店後は、症状が出現する前に購入を済ませ、すぐに書店から出るのが理想である。形成外科医の松尾清は30分以内という目安を提示している。ただしとっさに退店するのが難しい構造の書店もあるので注意が必要である。
難易度の高い書籍で特に強い症状が出現する症例においては、そのような書籍が並ぶ場所になるべく近づかないようにする必要がある。このとき注意しなければならないのが、新書や文庫のコーナーである。新書や文庫のコーナーにおいては、平易なノウハウ本に混じって、難解な学術書が散見されるからである。
ブックオフのウェブページには、本の匂い刺激の作用を緩和させる目的でマスクの着用が良いというコラムが掲載されたこともある。
それでも発症してしまった緊急時の対処法として、小説家の浅田次郎は「コビキ（木挽）」を紹介している。コビキとは、その場で書棚の下段にある本を探すふりをしながら、しゃがみこみ、片足のかかとで肛門を圧迫するというものである。浅田によると、この対処法は書便派の間で多くとられる手段らしく、書店でコビキを行っている者は少なからず目撃できるという。
また、精神科医のゆうきゆうは、肛門括約筋を緊張させ、腸の蠕動運動を減弱させるには、自律神経を交感神経優位にさせることが有用であるとし、「太ももをつねる」ことを具体的な対処法として挙げている。

### 医学的介入
症状が重い場合は、過敏性腸症候群や不安神経症として治療を受けることになる。精神科医の墨岡孝によれば、必要に応じて安定剤を処方することもあるが、多くの場合「そう心配する必要はない」と患者に説明しているという。実際、中高年になると自然経過で軽快することも知られており、予後は良好とみられる。

### 有効活用
青木まりこ現象を逆に有効利用する試みもある。そもそもこの現象が知られる発端となった青木自身が、体験談を投稿した時点で、この現象を既に便秘解消法として利用していた。この現象をいち早く取り上げた週刊文春においても「便秘にお悩みの向きには朗報、となるかもしれない」と評された。タレントの関根勤も書便派であり、便秘気味のときは薬を買うのではなく、本屋で立ち読みをして排便を促している。関根は「これがたまんない」と言っているという。複合型書店「ヴィレッジヴァンガード」社長の菊地敬一は、「便秘に悩んでいる人に較べれば、書店でトイレに行きたくなる人は幸せ者である」と自著で述べている。
1995年にはテレビ番組「生活ほっとモーニング」（1995年7月26日放送、NHK総合）では「便秘解消に役立つ方法」として紹介されたこともある。これに対して作家の上前淳一郎は「テレビ番組が茶化している」と評した。
2011年に、4名の便秘女性を「本が読めるおしゃれカフェ」で飲食させる実験が行われたところ、4名中3名が間もなく便通が得られたというデータも存在する。
精神科医の酒井和夫は、「便秘の人は週1回、書店に行くとよいかもしれない」と提案している。作家の上前淳一郎は、形成外科医の松尾清の説から、「（便秘解消のためには）30分以上立ち読みする必要がある」と述べている。整形外科医・作家の藤田徳人は、書店に通うことにより便秘が改善することから「本屋通いダイエット法」を提唱している。
また、この体験を共有できる者同士では、見知らぬ中でもすぐにうちとけ、固い絆で結ばれるというメリットもあるらしい。恋人同士の場合、その愛はいっそう深まるだろうという意見もある。
雑誌編集者の関口裕子は、本を選ぶ楽しみについて「便意で測れるようになるかもしれない」と述べている。
書評家の豊﨑由美は、「書店の便意問題」は五感にまつわるフェティッシュな愛着につながるという紙の出版物の効用を説き、出版の電子化に反対しているという。一方で雑誌『ダ・ヴィンチ』編集長の横里隆は、現状の電子書籍には便意を生じさせるほどのインパクトはないと認めつつ、将来的に何らかの付加価値を見出して「電子書籍を前に、どきどきして便意をもよおすような日が訪れてほしい」と述べている。

## 青木まりこ現象と社会

### 書店におけるトイレ問題

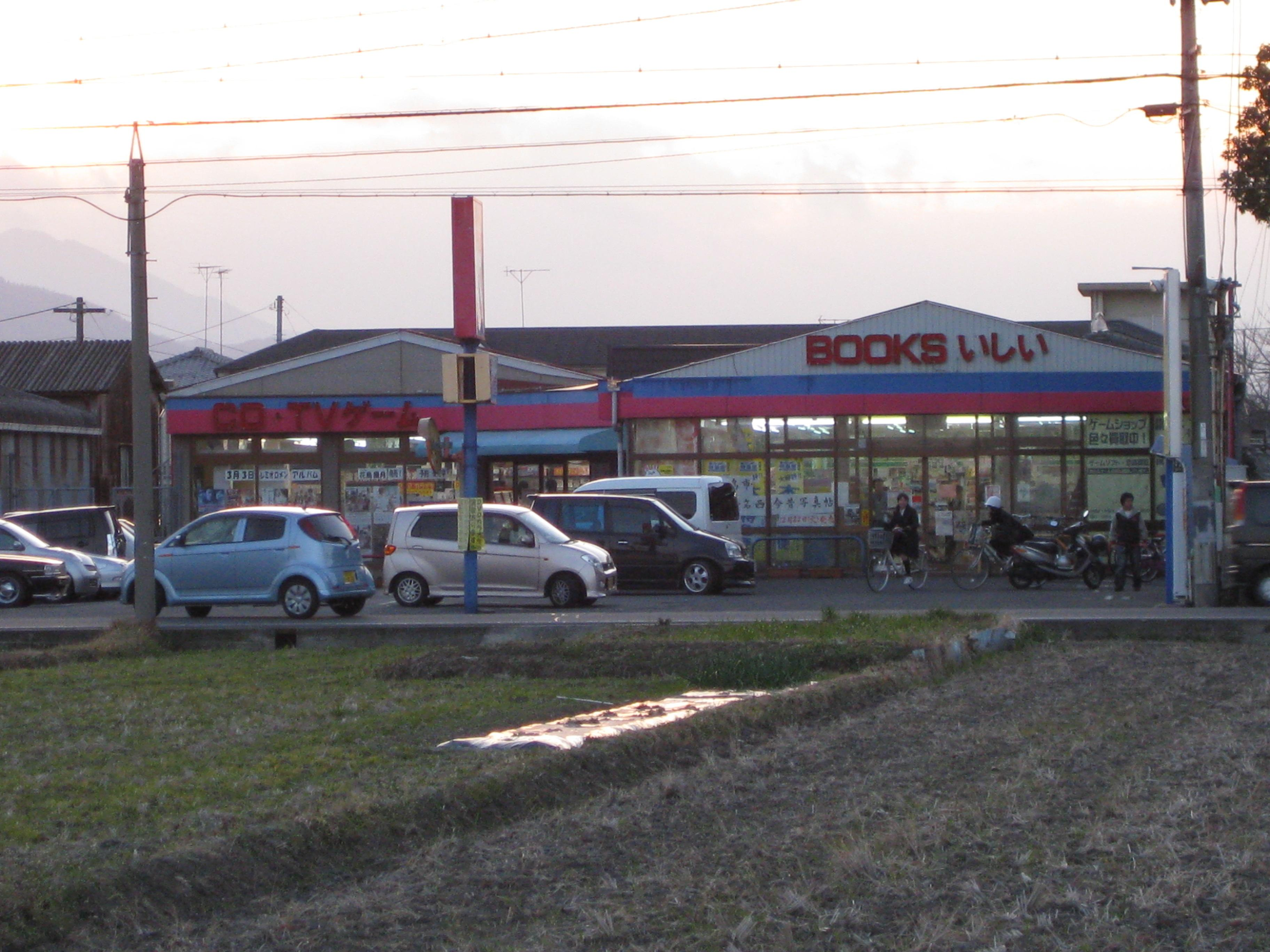
郊外型の書店こそトイレが集客のカギをにぎる

管理に関するコストや衛生上の問題、落書きや万引き、および成人向け雑誌の持ち込みなど防犯上の問題から、トイレを設置しない、あるいは設置するにしても敢えて利便性の悪い場所に設置している書店は少なくない。どんなに小さな喫茶店にもトイレはあるのに対し、比較的大きな書店でトイレがない場合があるのは、「書店は長居するところではない」という前提があるからと話す書店関係者もいる。一方で書店におけるトイレは経営上重要な意味をもつという意見もある。実業家の稲葉通雄によると、とりわけ郊外型の書店などでは、トイレを清潔に保つだけで集客状況が変わってくるという。書店の常連客の中には、来店のたびにトイレを利用する者も存在する。『本の雑誌』の取材班は、ある書店の店員に対する聞き取り調査から、この書店のトイレの利用者数は1日80人と算出し、トイレの場所のわかりにくさから、80人のほとんどが書便派であろうと推定している。

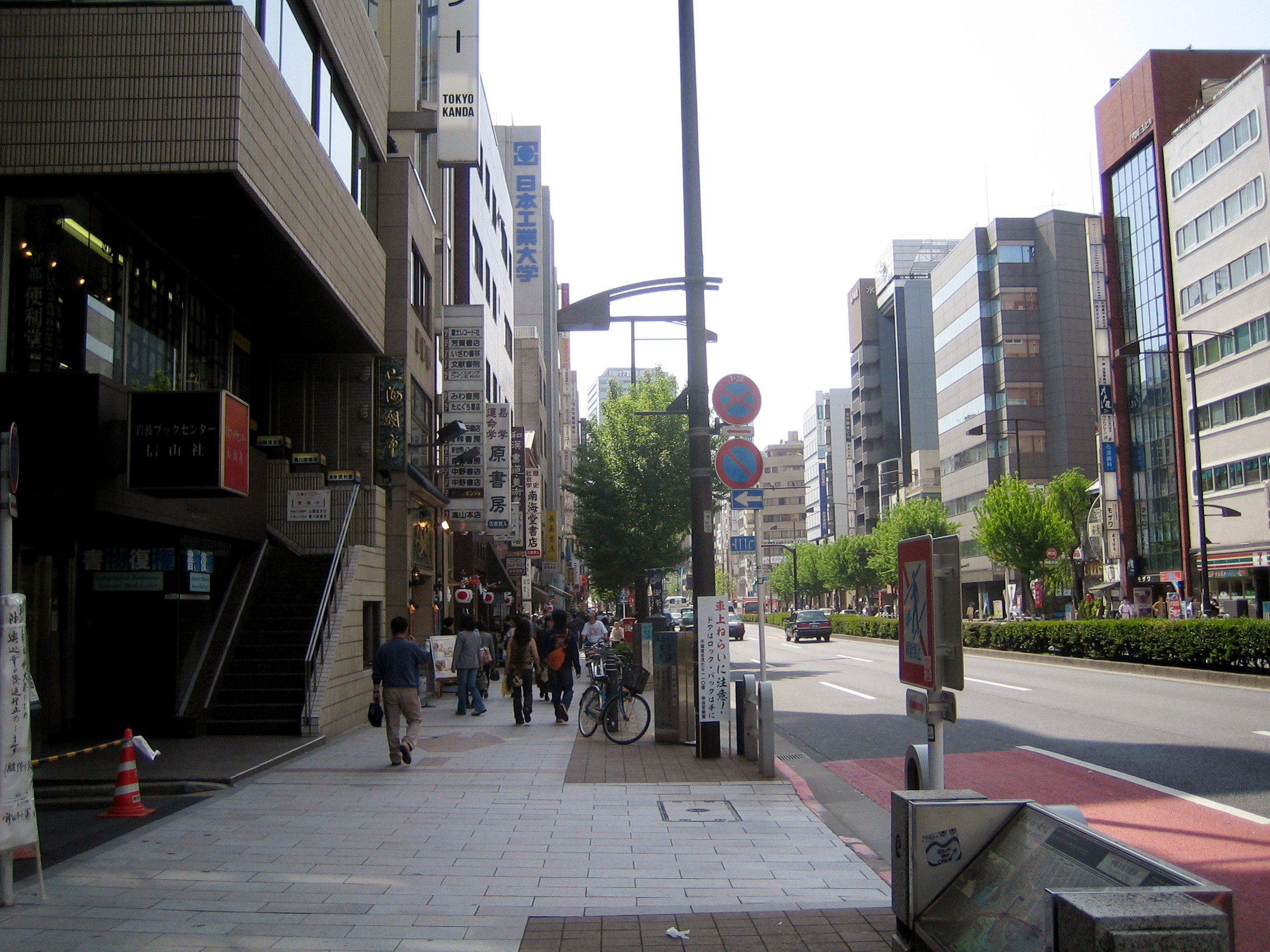
「トイレ地獄」神保町

実際、書店で切羽つまった来客は非常に多いらしく、書店員がトイレの場所を尋ねられるのは日常茶飯事であるという。ようやくたどり着いたトイレも同様の客で行列ができていることも珍しくない。このような状況から青木まりこ現象が紹介されると、出版業界でも大きな話題となったという。古書店街である神保町（千代田区）の状況はかつて凄惨たるありさまで、「神保町はトイレ地獄だ」という落書きがみられたり、故障のため封鎖中のトイレを強引に利用して下の階を水浸しにした利用者も存在したという。千代田区は2003年より「交通バリアフリー基本構想」を実施し、神保町も公衆便所が充実した。トイレを設置したコンビニも増えたことから、事前の情報収集を怠らなければ比較的安心である。
書店利用者に対するアンケート調査でも書店でいかにトイレが求められているかを裏付ける結果が出ている。これは、書店の活性化策を探るための一環として2012年春に実施された調査によるものである。この調査を実施した日本出版インフラセンターによると、「今後書店で利用したいと思うサービスは」という問いに対する複数回答で「トイレの利用」（約38%）が、「ポイントカード」（約68%）、「バーゲン」（約51%）に続き3位に入ったという。

### 「青木まりこ」本人をめぐって
命名の由来となった投稿者名「青木まりこ」は実名とされる。『本の雑誌』発行人の目黒考二によると、青木が編集部に寄せたハガキは、差出人名が一度消された後、再度記入された形跡があったという。一度はためらった実名を結局は思い切って書いてしまったところにユーモラスを感じたのだと目黒は振り返っている。
青木まりこは、親友の一人がこの症状を訴えたのを聞いた当初、この現象について半信半疑だったらしい。しかし親友の体験談を聞いてまもなく同様の症状が自分にも出現したという。当初はとまどいもあったようだが、特段の悩みや病識などはなく、なぜこのようなことが起きるのだろうという純粋な疑問として雑誌に投稿したようである。
1985年以降も青木は、同編集部に複数回取材を受けている。1985年当時、書店に長時間滞在する機会が多かったのは、青木自身も編集にかかわる仕事をしていたからだという。件の体験談が話題になって間もなく、子供向けの百科本を扱っていた編集者が、トイレ関連の担当を青木に依頼したというエピソードもある。結局この依頼はすぐに断ったとのことである。
あまりに大胆な発言が実名で雑誌に掲載されたことから、親戚一同で大変な話題となり、青木の母は「嫁入り前の娘がなんという恥ずかしいことを」と激怒した（その後和解した）。実際、記事が掲載されて以降しばらく恋人ができなかったらしく、数年後の同編集部の取材時点で青木はまだ独身だった。
青木まりこはその後結婚したが、「青木」という同姓の男性と結婚したため、結婚後も本名は「青木まりこ」のままである。

### メディアと青木まりこ現象

#### 文芸における青木まりこ現象
文芸方面でも青木まりこ現象はしばしば言及されることがある。
東川篤哉は「書店における原因不明の便意」をモチーフにしたミステリ小説を構想したことがあるという。
米国の作家のスティーブン・ヤング（Steven Young）の著書には「マリコムシ」（真理子虫〔ママ〕、Mariko insect、学名：Nipponia Mariko Nippon）という青木まりこ現象の原因となる生物が紹介されている。ヤングによれば、マリコムシは、書店に棲息し人々を書店依存にさせる「ショシムシ」（書肆虫、bookstore walking insect）の一種であり、書店で本を選ぶ者の便意を誘発させる能力を持つという。ヤングの著書は、日本では小説家の薄井ゆうじによって翻訳され、『本の虫 その生態と病理―絶滅から守るために』（2002年、アートン）として出版された。
なお、「マリコムシ」や「ショシムシ」という生物は実際には存在しない。同書は、レオ・レオニの『平行植物』（1980年、工作舎）やハラルト・シュテュンプケの『鼻行類』（1987年、思索社）と同様に、架空の生物を扱った偽書である。そもそも、米国にスティーブン・ヤングという作家は実在せず、「洋書を翻訳した」というエピソードを含め、すべてが薄井による創作であるとみられている。「スティーブン・ヤング」の名は、実在の米国人作家、スティーブン・キングからとられたと推測されている。

#### 天声人語における盗用疑惑
日本の新聞『朝日新聞』の「天声人語」と称するコラムは同朝刊の1面に長期連載中である。「書店における便意」は、2001年8月8日付の天声人語の主題として取り上げられた。しかしこのコラム記事の内容が、インターネット上にある文章と酷似していると、週刊誌『週刊新潮』（2003年2月20日号、新潮社）は報じた。
問題の焦点となったのは「散人雑報」という作家の大川渉らが開設したウェブサイトに、2001年5月1日に同氏によって配信された「本屋にいくと催すのはなぜ」という随筆である。週刊新潮によると、件の天声人語と散人雑報の文章は、構成や展開に共通点が多く、「盗用」の可能性が高いとした。また、週刊新潮は同記事において、2001年10月27日の天声人語にも、当時話題になったチェーンメールの「世界がもし100人の村だったら」の日本語訳文に関して、無断使用の疑いがあるとした。
一方朝日新聞側は、掲載されるはずの『週刊新潮』同号の広告の掲載を見合わせ、かわりに「本社、新潮社に厳重抗議」という記事を提示した。これによると週刊新潮の記事は事実無根であるとし、朝日新聞社の名誉と信用を著しく傷つけるものであるとして、発行元の新潮社に対し、謝罪と記事の訂正、損害賠償を求める通告書を送付したという。さらに5000万円の損害賠償と謝罪広告の掲載を求め、2003年4月7日東京地方裁判所に提訴した。朝日新聞社によれば、当該記事のテーマは「以前からさまざまな人が論じていた」とし、「断じて盗用ではない」と主張した。朝日新聞のこの対応に対し、『文藝春秋』（2003年4月号、文藝春秋社）は無記名で「朝日新聞側のいい分をそのまま信じる読者はほとんどいないだろう」と批判した。一方でこの訴訟問題に関し、ある弁護士は「（盗用の是非は別として）コラムのテーマ自体が、特別新しいわけでもなく、また明らかにユニークなわけでもない」と指摘した。
この一連の騒動で件のウェブサイト「散人雑報」は「私たちのあずかり知らぬところで思わぬ反響を呼んでしまい、戸惑っている。これがネットの怖さだと思い知りました」とコメントを残して、2003年5月頃にウェブサイト自体を閉鎖してしまった。
この訴訟について東京地方裁判所が2004年9月17日に下した判決によると、「チェーンメールの訳文」に関しては、名誉毀損の成立を認め、150万円の損害賠償を命じたものの、「書店における便意」に関しては、「盗用が真実であるとは認められない。しかし、ネット上の他人の文章と、構成や表現内容が偶然に一致したとは思えないほど酷似しており、盗用したと信じても無理からぬ、相当の理由がある。」として新潮社の賠償責任を否定した。この判決に対し、朝日新聞社は「新潮社の法的責任を一部否定したことは納得できない」との立場を表明し、一方の新潮社側は「判決は天声人語の盗用を認定しており、その点は評価している」とした。
朝日新聞社の控訴に対し、東京高等裁判所は2005年3月8日に1審判決を変更し、改めて500万円の損害賠償を命じる判決を下した。この判決では1審で責任を否定された「書店における便意」に関してのコラムについても「構成、展開、語彙の点で他人の文章にならったとはいえず、盗用とは認められない。盗用と断定できないことは容易に認識できたのに、新潮社は十分調査・確認しなかった。」とされた。
この判決を不服とした新潮社は上告を申し立てたが、最高裁判所は2005年8月24日にこの上告を受理しない決定をした。これにより東京高等裁判所の2審判決が確定した。

### 日本国外の青木まりこ現象
青木まりこ現象は日本語における呼称であり、もっぱら日本国内で流布している現象である。
日本国外における「書店における便意」の事例について、米国の新聞ロサンゼルス・タイムズの記者であるデヴィッド・L・ユーリン（David L. Ulin）の著書『それでも、読書をやめない理由』（井上里訳、2012年、柏書房）に言及があることが知られている。
臨床心理士の笠原敏雄はインターネットで情報を集めようと試みたことがあったが、少なくとも英語圏ではそれらしい言及はほとんど見つけられなかったという。この結果について笠原は、英語圏では元々まれな現象であるのか、潜在的には存在しまだ話題にのぼっていないだけなのか、本当のところはわからない、とした。

## 人類論における青木まりこ現象

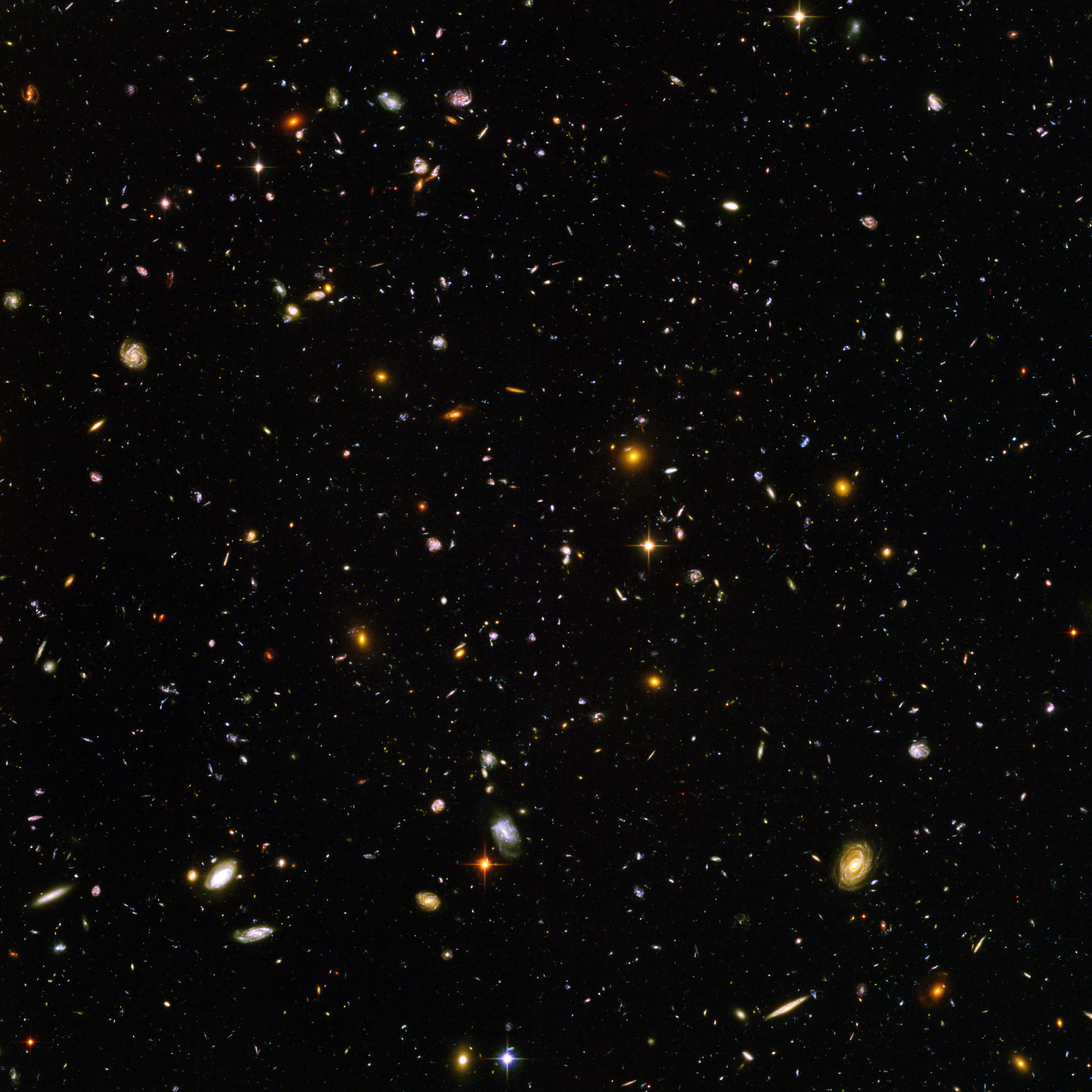
我々の腸は宇宙の「遠」と共振している

評論家の高橋恭一は、生命の植物的機能に着目した解剖学者・哲学者の三木成夫の『内臓のはたらきと子どものこころ』（1982年、築地書館）の説を借りて、腸には宇宙の「遠」と共振する世界が備わっているとした。その上で、一般臓性求心性線維を介した「臓性感覚」に無頓着になってしまった人類は、生命の進化にあらがう存在であり、このことが青木まりこ現象をはじめとした症状として現れるのではないかと指摘している。
小説家の浅田次郎は、耐えがたい便意を「日常的な普遍的な究極の生理的欲求」であるとし、これを状況に応じてひたすら我慢する様子を見て、「（便意に苦しむ姿は）人間の人間たる理性そのもの」と表現している。
文学者の月村辰雄は、ロダンの考える人や広隆寺の弥勒菩薩半跏思惟像がとる姿勢が、排便の姿勢に似ていることを例に挙げ、人類が書店で物思いにふけ便意を催すという一連の現象に対する神秘性について触れている。

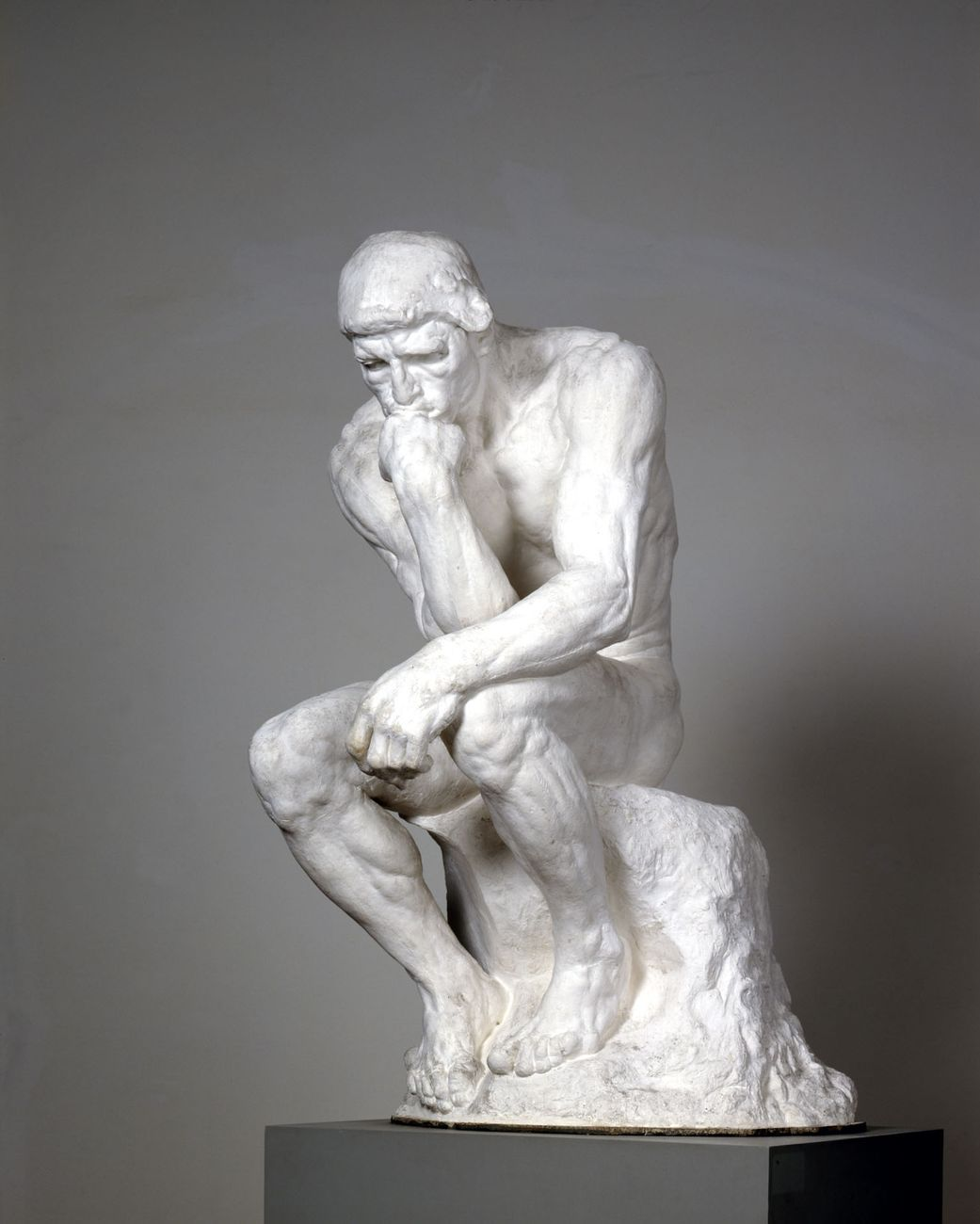
考える人
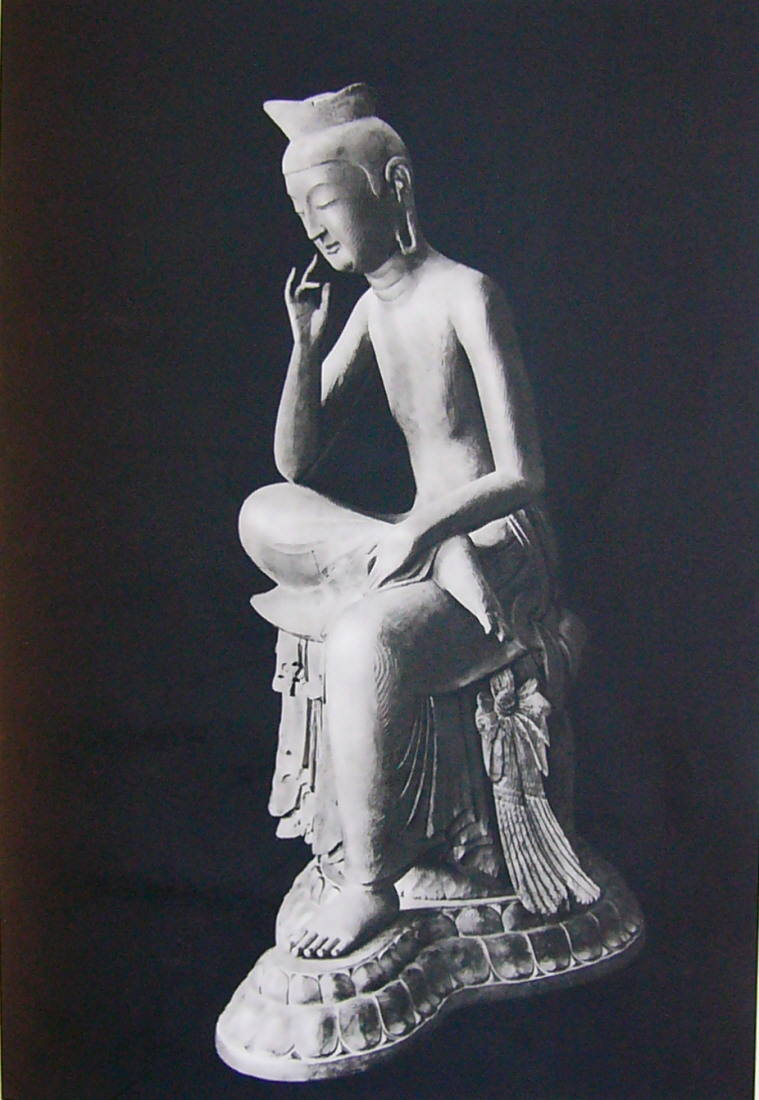
弥勒菩薩半跏思惟像

音楽家の山本コウタローは、ジョン・A・リヴィングストン（John A. Livingston）の『破壊の伝統』（1992年、講談社）を引用し、書店とトイレとの関係は、環境問題や公害問題などと同等の問題であり、「人類の特異性による問題」としている。
なお実際には、書店に滞在することが許される動物は、盲導犬などを除けばごく限られており、人類以外でも青木まりこ現象が観察されるかどうかは知られていない。

## 書誌情報など
『本の雑誌』関連
- 団体職員24歳・生駒市、1984、「本屋さんと便意の関係について」、『本の雑誌』（39号）、本の雑誌社 pp. 93-94
- 青木まりこ、1985、「発言」、『本の雑誌』（40号）、本の雑誌社 p. 55
- 本の雑誌特別ガニマタ取材班、1985、「いま書店界を震撼させる『青木まりこ現象』の謎と真実を追う!!」、『本の雑誌』（41号）、本の雑誌社 pp. 2-15
  - 本の雑誌編集部（編）、1995、「いま書店界を震撼させる『青木まりこ現象』の謎と真実を追う!!」、『「本の雑誌」傑作選・風雲篇』11、本の雑誌社〈別冊 本の雑誌〉 ISBN 978-4938463519 pp. 78-89
- 本の雑誌編集部（編）、1985、「怒りの鉄拳からおホメの言葉までたくさんのハガキがきた」、『「本の雑誌」傑作選』7、本の雑誌社〈別冊 本の雑誌〉 ISBN 978-4938463083 pp. 80-93
- 本の雑誌編集部（編）、1994、「「青木まりこ現象」をいま振り返る」、『活字探偵団』10、本の雑誌社〈別冊 本の雑誌〉 ISBN 978-4938463410
  - 本の雑誌編集部（編）、2000、「「青木まりこ現象」をいま振り返る」、『活字探偵団 増補版』、角川書店 ISBN 978-4041967041 pp. 117-121
- 本の雑誌編集部、2013、「いま「青木まりこ現象」を再検証する！」、『本の雑誌』（362号）、本の雑誌社 pp. 4-21

青木まりこ現象の紹介・考察
- 週刊文春編集部、1985、「全国の本屋に広がる「青木まりこ現象」って何かな」、『週刊文春』（1985年5月2日号）、文藝春秋社 p. 26
- 吉岡秀子、2003、「「青木まりこ現象」不滅の掟」、『アエラ』（2003年11月17日号）、朝日新聞社 p. 74
- 神田ぱん、2005、「神保町回游青木まりこ現象お助け帖 本屋に行くとどうしても催したくなる現象と、その対策について」、『散歩の達人』（2005年10月号）、交通新聞社 pp. 20-21
- 高橋恭一、2008、『なぜ本屋さんでトイレに行きたくなるのか』、主婦と生活社 ISBN 978-4391135947
- 並木伸一郎、2009、「青木まりこはトイレに行けたか？」、『最強の都市伝説3』、経済界 ISBN 978-4766784503 pp. 185-189
- 笠原敏雄、2010、『本心と抵抗 自発性の精神病理』、すぴか書房 ISBN 978-4902630152
- 井戸政佳、2012、『なぜ本屋にいるともよおすのか』、有峰書店 ISBN 978-4870452503
- 緑川顕史、佐々木理衣、2012、「書店で“もよおす”不可解な生理現象 - 「青木まりこ現象」の傾向と対策 (PDF) 」 、『レック』3号、ケイ・ライターズクラブ p. 21[リンク切れ]
- 渋谷昌三、2014、『マンガでわかる心理学入門』、池田書店 ISBN 978-4262154152
- 須藤靖、2015、「『青木まりこ現象』にみる科学の方法論：注文の多い雑文 その３２」、『UP』（2015年12月号）、東京大学出版会
  - 須藤靖、2018、「「青木まりこ現象」にみる科学の方法論」、『情けは宇宙のためならず』、毎日新聞出版 ISBN 978-4620325279
  - 須藤靖、2024、「日常から始める科学的思考法のレッスン」、『宇宙する頭脳』、朝日新聞出版 ISBN 978-4022952585

文芸、評論など
- 吉行淳之介、1957、「雑踏の中で」
  - 吉行淳之介、1973、「雑踏の中で」、『軽薄のすすめ』、角川書店 ISBN 978-4041250051 pp. 74-77
  - 吉行淳之介、1975、「雑踏の中で」、『吉行淳之介自選作品I』、潮出版社 pp. 124-125
  - 吉行淳之介、小田切秀雄ら（編）、1979、「雑踏の中で」、『現代文章宝鑑』、柏書房 pp. 244-246
  - 吉行淳之介、1994、「雑踏の中で」、『軽薄のすすめ』、角川書店 ISBN 978-4048833769
- 豊田穣、1972、「皇帝と少尉候補生」、『小説新潮』（1972年10月号）、新潮社
  - 豊田穣、1991、「皇帝と少尉候補生」、『豊田文学 戦記全集 第十巻』、光人社 ISBN 978-4769805205
- ねじめ正一、1981、「コトバもまた比喩ではなく汗をかく」
  - ねじめ正一、1987、「コトバもまた比喩ではなく汗をかく」、『ねじめ正一詩集』90、思潮社〈現代史文庫〉 ISBN 978-4783708421 pp. 114-118
- 須田哲夫、1984、「須田哲夫さんの本の買い方」、『週刊平凡』（8月31日1号）、マガジンハウス p. 100
- 稲葉通雄、1985、「出版流通の感覚的解釈」『ブックレット』1985年10月号、三省堂。
  - 稲葉通雄、1985、「出版流通の感覚的解釈」、『本、それはいのちあるもの』、影書房 pp. 80-86
- メディアパル編集部（編）、1989、「珍客万来」、『出版ちょっといい話』、メディアパル pp. 73-85
- 週刊女性編集部、1990、「本屋ではなぜか便意をもよおす関根勤」、『週刊女性』（1990年4月24日号） p. 179
- 思想の科学編集委員会、1993、「本を持ち込まないでください」、『思想の科学』（1993年3月号）、思想の科学社 p. 125
- 山本コウタロー、1995、「本屋とトイレの関係について」、『週刊朝日』（1995年5月5-12日合併号）、朝日新聞社 p. 138
- 浅田次郎、1995、「我慢について」、『週刊現代』（1995年7月8日号）、講談社
  - 浅田次郎、1999、「我慢について」、『勇気凜凜ルリの色』、講談社 ISBN 978-4062646130 pp. 236-241
- 石橋真理子、1995、「新妻のイケない昼下がり (27)神経症の巻」、『週刊朝日』（1995年7月21日号）、朝日新聞社 p. 125
- ステラ編集部、1995、「7月26日番組表」、『ステラ』（1995年7月28日号）、NHKサービスセンター p. 55
- 日垣隆、1997、「敢闘言」、『エコノミスト』（1997年11月11日号）、毎日新聞社 p. 11
- 菊地敬一、1998、『ヴィレッジ・ヴァンガードで休日を』、リブリオ出版 ISBN 978-4897845586
  - 菊地敬一、2005、『ヴィレッジ・ヴァンガードで休日を』、新風舎 ISBN 978-4797499629
- TVガイド編集部、1998、「10月28日番組表」、『TVガイド』（1998年10月24-30日号）、東京ニュース通信社 pp. 86-89
- Kansaiザテレビジョン編集部、1998、「10月28日番組表」、『Kansaiザテレビジョン』（1998年10月24-30日号）、角川グループパブリッシング pp. 80-82
- ウッチャンナンチャン、1998、「「ドラマ」なふたり！」、『サンデー毎日』（1998年12月6日号）、毎日新聞社 p. 170
- 上前淳一郎、1998、「読むクスリ」、『文芸春秋』（1998年12月17日号）、文芸春秋社 pp. 94-97
- TVガイド編集部、1999、「1月20日番組表」、『TVガイド』（1999年1月16-22日号）、東京ニュース通信社 pp. 86-89
- 阿部和重、1999、「「本屋における便意」問題について」、『アンアン』（1999年2月19日号）、マガジンハウス p. 60
- ルネ・ヴァン・ダール・ワタナベ、2001、『ルネの夢解き事典』、説話社 ISBN 978-4916217172 pp. 151-152
- 元木裕、2002、「書店の店長に聞く「おすすめ本」 ジュンク堂書店専務取締役営業本部長・店長 岡充孝」、『潮』（2002年3月号）、潮出版社 pp. 292-293
- スティーヴン・ヤング、薄井ゆうじ（訳）、2002、『本の虫 その生態と病理―絶滅から守るために』、アートン ISBN 978-4901006378
  - Young, Steven. The Bookworm: Its fearful ecology and pathology（薄井ゆうじが仮託した架空の書籍とされる。）
- 週刊新潮編集部、2003、「インターネットから「盗用」していた朝日新聞の看板コラム「天声人語」」、『週刊新潮』（2003年2月20日号）、新潮社 pp. 24-27
- 日下部聡、2003、「『週刊新潮』に叩かれた『朝日新聞』の“不完全燃焼”」、『サンデー毎日』（2003年3月9日号）、毎日新聞社 pp. 37-38
- 文藝春秋編集部、2003、「新聞エンマ帖」、『文藝春秋』（2003年4月号）、文藝春秋社 pp. 440-443
- 吉住琢二、2003、「まぶたの異常、眼瞼下垂症は手術で治る!! 肩こりや頭痛の原因…」、『週刊朝日』（2003年4月18日号）、朝日新聞社 p. 37
- 財界展望編集部、2003、「天声人語VS週刊新潮 メディア訴訟合戦の思わぬ波紋」、『財界展望』（2003年6月号）、財界展望新社 p. 75
- 関口裕子、2003、「編集後記」、『キネマ旬報』（2003年7月下旬号）、キネマ旬報社 p. 184
- 月村辰雄、2004、「デジタル時代の読書のゆくえ」、『季刊 本とコンピュータ第二期』（2004年冬号）、トランスアート pp. 53-59
- 出版ニュース編集部、2005、「著作権関係」、『出版年鑑2005年版（資料・名簿）』、出版ニュース社 ISBN 978-4785201180 p. 234
- 日本博学倶楽部、2005、『「話のネタ」のタネ500』、PHP研究所 ISBN 978-4569664385 pp. 32-33
- 出版ニュース編集部（編）、2006、「著作権関係」、『出版年鑑2006年版（資料・名簿）』、出版ニュース社 ISBN 978-4785201210 p. 213
- 土屋賢二、2006、「書店に行くとなぜトイレに行きたくなるか」、『週刊文春』（2006年8月31日号）、文藝春秋社 p. 90
- 日本新聞協会（編）、2006、『日本新聞年鑑（'06/'07年版）』、電通 ISBN 978-4885531866 p. 33
- 矢部太郎、2008、「矢部太郎（カラテカ）さんの本棚 全国の本屋さん、お願いだから必ずトイレを設置して下さい」、『BIG tomorrow』（2008年1月号）、青春出版社 p. 159
- 藤井隆、2009、「自然の抗いがたさ (PDF) 」 、『ライブラリーニュース』16巻4号、広島修道大学図書館 p. 2
- 掟ポルシェ、2010、「掟ポルシェのダスきん多摩 誰もが気にしているが答えの出ないままになっているあの問題について考える。※本屋に行くと必ずウンコしてくなるのは何故なんですか！？」、『テレビブロス』（2010年10月2日号）、東京ニュース通信社 p. 83
- デヴィッド・L・ユーリン、井上里（訳）、2012、『それでも、読書をやめない理由』、柏書房 ISBN 978-4760140848 pp. 29
  - L. Ulin, David (2010). The Lost Art of Reading: Why Books Matter in a Distracted Time. Seattle, USA: Sasquatch Books. ISBN 978-1570616709
- 東川篤哉、2011、「書店の遠景 書店のミステリ ※書店における原因不明の便意」、『本の旅人』（2011年4月号）、角川書店 pp. 24-25

新聞記事
- 読売新聞編集部、1997、「本屋でトイレに行きたくなる！？女性に多い悩み、神経科訪れる人も」『読売新聞』（1997年10月9日付朝刊）、読売新聞社、p29.
- 朝日新聞編集部、2001、「天声人語」『朝日新聞』（2001年8月8日付朝刊）、朝日新聞社、p1.
- 川上弘美、2002、「本の虫 その生態と病理 スティーヴン・ヤング著（書評）」『朝日新聞』（2002年12月22日付朝刊）、朝日新聞社、p10.
- 内田樹、2006、「私を引きとどめる便意」『読売新聞』（2006年11月26日付朝刊）、読売新聞社、p11.
- 介護新聞編集部、2010、「経験的事実に立脚、ユニークな心の理論」『介護新聞』（2010年7月29日付）、北海道医療新聞社、p3.
- 石井敬、2012、「書店にいると便意を催す 伝説の症状裏付け？」『東京新聞』（2012年4月19日付朝刊）、中日新聞社、p27.

その他学術書
- 川喜田愛郎、1970、『病気とは何か』、筑摩書房 p. 157
- 三木成夫、1982、『内臓のはたらきと子どものこころ』、築地書館 ISBN 978-4806745150
  - 三木成夫、1985、『内臓のはたらきと子どものこころ』、築地書館 ISBN 978-4806745662
- ジョン・A・リヴィングストン、日高敏隆、羽田節子（訳）、1992、『破壊の伝統―人間文明の本質を問う』、講談社 ISBN 978-4061590465
  - Livingston, John (1973). One cosmic instant;: Man's fleeting supremacy. Boston, Massachusetts, USA: Houghton Mifflin. ISBN 978-0395140123
- 河本英夫、2002、「オートポイエーシスを精神分析する」、『システムの思想』、東京書籍 ISBN 978-4487797790
- 笠原敏雄、2004、『幸福否定の構造』、春秋社 ISBN 978-4393361184
- 本郷道夫、佐々木大輔（編）、2006、「Rome IIIの分類と診断基準」、『過敏性腸症候群―脳と腸の対話を求めて』、中山書店 ISBN 978-4521676715 p. 182
  - Rome III Diagnostic Criteria for Functional Gastrointestinal Disorders (PDF, 97.6KB) （ローマ委員会ホームページより）
- 佐々木大輔、小川聡（編）、2009、「過敏性腸症候群」、『内科学書 改定第7版』、中山書店 ISBN 978-4521731735
  - D O'Donell, Luke et al. (1990). “Detection of pseudodiarrhea by simple clinical assessment of intestinal transit rate”. BMJ (UK: BMJ Publishing Group) (300):  439-440. PMC 1662249.

ウェブサイト
- 天野了一 (2001年1月6日). “本屋で便意を催す理由”. あまやんnet. 2013年1月23日閲覧。
- 大川渉 (2001年5月1日). “本屋に行くと催すのはなぜ”. 散人雑報. 2001年12月21日時点のオリジナルよりアーカイブ。2013年1月23日閲覧。
- TBSラジオ『バツラジ』 (2004年10月21日). “本屋さんでトイレに行きたくなる青木まりこ現象とは!?”. web R25. 2013年1月23日閲覧。
- 笠原敏雄 (2004年). “幸福否定に基づくさまざまな“異常””. 心の研究室. 2013年1月23日閲覧。
- 笠原敏雄 (2004年). ““青木まりこ現象””. 心の研究室. 2013年1月23日閲覧。
- 笠原敏雄 (2011年2月27日). “『本心と抵抗』――売れ行き不振の理由に関する検討”. 心の研究室. 2013年1月23日閲覧。
- “「天声人語が盗用」は相当 週刊誌記事めぐり地裁判決”. 47NEWS.   共同通信 (2004年9月17日). 2015年11月2日閲覧。
- “新潮社に500万円賠償命令 天声人語訴訟で高裁が増額”. 47NEWS.   共同通信 (2005年3月8日). 2013年1月23日閲覧。
- “天声人語「盗用なし」確定 新潮社の上告を受理せず”. 47NEWS.   共同通信 (2005年6月24日). 2013年1月23日閲覧。
- 藤田徳人 (2005年7月17日). “ノルアドレナリンを分泌しよう！DOKIDOKIダイエット”. gooダイエット. 2015年8月8日閲覧。
  - “便秘を改善する秘策 自律神経ダイエット・その1” (2005年7月17日). 2015年8月8日閲覧。
  - “便秘を改善する秘策 自律神経ダイエット・その2” (2005年7月17日). 2015年8月8日閲覧。
  - “便秘を改善する秘策 自律神経ダイエット・その3” (2005年7月17日). 2015年8月8日閲覧。
- 小谷野敦 (2006年8月24日). “書店の便意”. 猫を償うに猫をもってせよ. 2013年1月23日閲覧。
- ゴウダエリ (2011年5月20日). “便秘女子必見!? とある場所で女子会をひらいてみた”. ガジェット通信. 2011年7月6日時点のオリジナルよりアーカイブ。2013年1月23日閲覧。
- 横里隆 (2011年10月19日). “キャプテンコラム第16回「本屋さんへ行くとトイレに行きたくなりませんか？」”. ダ・ヴィンチ電子ナビ. 2015年11月2日閲覧。
- 谷川茂 (2012年5月1日). “書店とトイレ”. ガジェット通信. 2012年5月11日時点のオリジナルよりアーカイブ。2013年1月23日閲覧。
- RioFurFur (2011年10月29日). “本屋に行くとお腹が痛くなる理由”. Gow!Magazine. 2013年1月23日閲覧。
- 横山薫 (2012年8月1日). “「書店でトイレに行きたくなる現象」の正式名称、知ってる？”. 日刊SPA!. 2013年1月23日閲覧。
- 馬渕一 (2012年8月1日). “本屋と便意の謎”. Day Trade Net. 2013年1月23日閲覧。
- 豊﨑由美 (2012年10月24日). “【特集 本格化する電子出版】この革新期を楽しもうとしているクリエイターに好奇心をかきたてられる”. BLOGOS. 2013年1月23日閲覧。
- ポムン. “本屋さんへ行くとなぜかトイレに行きたくなる新説”. 名医も知らない★大腸のゆがみが病気の原因. 2013年1月23日閲覧。
- 桃山くるみ (2013年7月17日). “もしやあなたは何とか症候群では？「3サイズ下の服を買う→このドレスは私には小さ過ぎるんだもの症候群」”. マイナビ. 2015年11月15日閲覧。
- Wire Action. “THEクイズ神”. gooテレビ番組. 2015年11月2日閲覧。
- 三島和夫 (2015年7月23日). “睡眠の都市伝説を斬る 第29回“青木まりこ現象”からみた不眠の考察”. ナショナルジオグラフィック日本語版. 2015年8月8日閲覧。
- Wire Action. “今夜も生でさだまさし”. gooテレビ番組. 2015年11月15日閲覧。
- ファナティック (2015年3月26日). “あれってホント？ 「本屋で急に便意を感じる」の真相を働く女子に聞いてみた”. マイナビ. 2015年11月15日閲覧。
- ファナティック (2015年9月11日). “女子に聞く、「突然の便意」を感じやすい場所＆タイミングって？”. マイナビ. 2015年11月15日閲覧。
- マツキ (2015年12月22日). “本屋でトイレに行きたくなる「青木まりこ現象」の謎”. ブックオフオンライン. 2015年12月29日閲覧。

テレビ番組
- 「あなたの便秘はこうして治る」生活ほっとモーニング（1995年7月26日8時30分-9時30分放送）、NHK総合。
- 「本屋にいるとトイレに行きたくなる？」ウンナンのホントのトコロ（1998年10月28日21時00分-21時54分放送）、TBSテレビ。
- 「本屋に行くと便意をもよおす！?」ウンナンのホントのトコロ（1999年1月20日21時00分-21時54分放送）、TBSテレビ。
- THEクイズ神（2012年6月29日21時00分-22時48分放送）、TBSテレビ。